# Бои в Курской области (с 2024)
Бои в Курской области — военная операция ВСУ, начатая 6 августа 2024 года во время вторжения России в Украину. Вооружённые силы Украины перешли российско-украинскую границу и начали боевые действия в Курской области.
В ходе операции ВСУ оккупировали несколько десятков населённых пунктов, включая город Суджу, и к середине августа установили контроль над участком Курской области площадью около 1000 км². Возможными целями операции журналисты и военные эксперты называют отвлечение Вооружённых сил России с востока Украины, захват российских территорий для последующего обмена территориями в рамках будущих мирных переговоров, а также повышение морального духа украинских военнослужащих и мирных жителей.

## Военно-стратегическая ситуация. Подготовка
Впервые вопрос о вторжении Украины на территорию Курской области был поднят Владимиром Зеленским в начале 2024 года. У идеи появился ряд противников, включая Валерия Залужного, занимавшего на тот момент пост главнокомандующего ВСУ, и Эмиля Ишкулова, на тот момент командира 80 одшбр. Залужный возражал против операции, поскольку не понимал её дальнейших задач после первоначального прорыва обороны и создания плацдарма на российской территории, и не получил чёткого ответа на этот вопрос от Зеленского. Ишкулов опасался, что участие бригады в боях в Курской области приведёт к большим потерям, и в итоге был уволен в июле 2024 года.
Согласно статье в The Economist, операция была спланирована Александром Сырским. Изначально было несколько планов наступления: в Брянской области, атака в Курской области, а также атаки в двух и более направлениях. Основные разведывательные действия производила военная разведка. ГУР Украины включился в операцию на поздней стадии подготовки. По информации неназванного источника The Economist, части ВСУ перебрасывались в Сумскую область для защиты от вторжения ВС РФ, при этом в СМИ распространялась информация о предстоящем наступлении России. В начале августа украинским военным выдали новое обмундирование. Также проводилось обучение, имитировавшее ведение боевых действий на территории российских населённых пунктов.
По сообщению The New York Times, операция подготавливалась в режиме секретности. Военнослужащие бригад ВСУ, в течение долгого времени воевавшие на востоке Украины, были незаметно перемещены в Сумскую область, граничащую с Курской областью России. По информации неназванного заместителя командира одной из бригад ВСУ, переброска военнослужащих осуществлялась в Сумскую область под предлогом обучения и выдачи новой техники. Офицерам было запрещено носить униформу при входе в города. Военнослужащие были размещены в жилых домах.
По сообщению солдат ВСУ, они заранее не знали о вторжении. По данным The New York Times, чиновники США не были предупреждены о готовящейся операции.

Район боевых действий

## Цели операции

### Заявленные Украиной
14 августа 2024 года о целях операции высказался советник главы офиса президента Украины Михаил Подоляк. Он обозначил следующие цели вторжения в Курскую область:
- Отодвинуть российские ракетные системы и артиллерию от территории Украины, чтобы обезопасить мирных жителей в приграничных районах[19].
- Нарушить логистические маршруты, по которым российская сторона подвозит резервы по линии фронта, разрушить инфраструктуру для подготовки военных.
- Продемонстрировать несостоятельность российского военного и гражданского руководства, отсутствие контроля над ситуацией и паралич принятия решений.
- Перенести войну на территорию России, чтобы спровоцировать общественную дискуссию и недовольство, разрушить иллюзию, что война не влияет на жизнь российских обывателей.

По мнению Подоляка, тактические военные неудачи должны стать ещё одним инструментом принуждения России к переговорам в дополнение к экономическому и дипломатическому давлению. При этом, по его словам, Украина не заинтересована в оккупации Курской области и формировании подконтрольных органов власти.
В своём выступлении 19 августа Владимир Зеленский заявил: «… <эта> операция стала самой большой инвестицией в процесс освобождения украинцев и украинок из российского плена — мы уже получили наибольшее количество российских пленных за одну операцию, и это весомый результат, и это одна из наших целей…».

### По мнению военных экспертов и СМИ
Журналисты и военные эксперты высказали предположения, что операция ВСУ в Курской области призвана отвлечь ВС РФ с востока Украины, обеспечить контроль над территориями для дальнейшего обмена в рамках будущих мирных переговоров, а также повысить моральный дух военнослужащих и мирных жителей на фоне тяжёлой войны на истощение. 16 августа Русская служба Би-би-си отметила уменьшение российских атак на 15—17 % после начала украинского наступления в Курской области, что могло быть связано с переброской российских сил с Украины для обороны Курска.
По мнению The Economist, основная цель вторжения в Россию заключалась в отвлечении ВС РФ от наступления в Донецкой области и укрепления позиций для будущих переговоров между РФ и Украиной.

## Силы сторон

### Украина
Точной информации о численности украинской группировки, участвующей во вторжении, нет. По оценке источника Forbes, в начале операции в ней участвовали три бригады общей численностью до 10 тысяч человек. В их числе одна из наиболее быстроходных бригад — 80-я отдельная десантно-штурмовая, а также 22-я и 88-я механизированные бригады. В распоряжении ВСУ были танки Т-64БВ, Т-80БВ, колёсные бронетранспортёры Stryker и БТР-80, гусеничные БМП Marder, артиллерия, дроны, системы противовоздушной обороны, машины разминирования УР-77, инженерные машины ИМР-2 и другая техника. На украинскую военную технику, участвующую в наступлении в Курской области, нанесены опознавательные знаки в виде белого треугольника. 9 августа появились подтверждения участия в наступлении 61-й и 116-й отдельных механизированных бригад. Также недалеко от места действий в Сумской области Украины располагались 49-я отдельная артиллерийская бригада, вооружённая британскими САУ AS-90, и 27-я реактивная артиллерийская бригада, вооружённая M142 HIMARS, которые оказывали огневую поддержку продвижению ВСУ. Источник Financial Times 12 августа оценивал силы ВСУ в 6 бригад. 14 августа появились подтверждения, что к наступлению присоединились 82-я и 95-я отдельные десантно-штурмовые бригады. 18 августа появились подтверждения, что к наступлению присоединился 501-й батальон 36-й отдельной бригады морской пехоты.
Российские военные блогеры утверждают, что в боях участвует Русский добровольческий корпус (РДК); украинское издание НВ со ссылкой на источник в Главном управлении разведки Министерства обороны Украины сообщило, что эти заявления не соответствуют действительности. Легион «Свобода России» отказался комментировать своё участие.
18 августа The Economist оценил количество участвующих в наступлении украинских военных, включая подключившиеся к операции подразделения, в 10—20 тысяч человек. По оценкам издания The Wall Street Journal, численность украинских сил, участвующих в боях в Курской области, составляет примерно 6 тысяч человек.
По оценке The Washington Post от начала октября 2024 года, во вторжении ВСУ в Курскую область приняло участие до 30 тысяч украинских военных.
По оценкам «Радио Свобода» от 7 октября 2024 года, за всё время вторжения Украины в Курскую область могло быть задействовано как минимум 11 бригад ВСУ, подразделения Нацгвардии Украины, ССО и СБУ, Теробороны.
С ноября в боях к северу от Суджи принимает участие 17-я отдельная тяжёлая механизированная бригада.

### Россия
Возведение фортификационных линий вдоль границы Курской области было начато ещё в 2022 году. Курское издание «Московский комсомолец Черноземье» писало, что в ноябре 2022 года на эти работы было подписано три госконтракта на 12 млрд рублей. По данным газеты, в качестве субподрядчиков выступали компании, среди которых были родственники губернатора области Романа Старовойта и главы правительства Алексея Смирнова (ныне ВРИО губернатора). В октябре 2022 года Старовойт утверждал, что две усиленные линии обороны готовы, а в январе 2023 года он инспектировал возведение фортификационных сооружений в Суджанском районе и в конце года отчитывался о готовности нескольких линий.
В марте 2023 года с «Корпорацией развития Курской области» был заключён дополнительный контракт на 3,2 млрд рублей. По данным «Вёрстки», в отношении одного из подрядчиков после многомесячных невыплат зарплат рабочим было возбуждено уголовное дело по статьям «хищение» и «легализация денежных средств, полученных преступным путём». В сентябре 2023 года издание «РБК-Україна» сообщало об имитации возведения укреплений: из материалов разведки следовало, что практически все опорные пункты были пусты, а некоторые заросли кустарником. В декабре 2024 года по причине не имевшего оснований расходования бюджетных средств был арестован бывший заместитель генерального директора «Корпорации развития Курской области» Игорь Грабин. По информации «Коммерсанта», Грабин заключил с коммерческой организацией договор на выполнение работ, ранее выполненной другой организацией.
По сообщению Bloomberg со ссылкой на анонимный источник в Кремле, а также телеграм-каналов «ВЧК-ОГПУ» и «Рыбарь», главе генштаба Валерию Герасимову ещё за несколько недель докладывали о концентрации у границы украинских войск и возможной операции ВСУ, но он не придал этому значения, обвинил разведку в паникёрстве и не проинформировал Путина об этих донесениях.
Основатель Conflict Intelligence Team Руслан Левиев в интервью DW предполагал, что украинские власти провели эффективную кампанию по дезинформации, представив переброску войск для наступления в Курской области как укрепление обороны Сумской области от возможного вторжения со стороны России.
Проект «Можем объяснить» со ссылкой на собственный источник сообщал, что на момент атаки в Курской области вообще не было регулярных войск, которые могли бы противодействовать наступлению, например, артиллерийских и танковых подразделений и операторов дронов. Об отсутствии в области резервов писали и российские телеграм-каналы. Украинский Центр национального сопротивления в сентябре 2023 года на основе сделанных разведывательными дронами снимков курских укреплений сообщал, что практически все опорные пункты в регионе стоят без личного состава и техники, которые, по мнению Центра, были передислоцированы в Запорожскую и Донецкую области. Источник «ВЧК-ОГПУ» подтверждал, что часть российских сил была выведена из Курской области накануне операции ВСУ.
На момент вторжения в Курской области не было достаточного резерва войск для отражения атаки. Регион входил в зону ответственности группировки войск «Север», созданной на базе Ленинградского военного округа, которая с мая 2024 года была связана тяжёлыми боями в Харьковской области. В Курской области должен был быть сформирован резерв группировки — 44-й армейский корпус, однако в реальности соединение не было сформировано, а часть новых подразделений была, вероятно, направлена в Харьковскую область, чтобы компенсировать потери на этом направлении. По данным Института изучения войны (англ. Institute for the Study of War; ISW), на 8 августа в Курской области действовали российские солдаты-срочники, пограничники ФСБ и военные из чеченских подразделений «Ахмат», действующих под началом Министерства обороны России (МО).
Украинский военный обозреватель Константин Машовец сообщал, что ранее подразделение 71-го мотострелкового полка 58-й общевойсковой армии было развёрнуто непосредственно в Суджанском районе. Эта информация соответствовала утверждениям российских и украинских источников о присутствии чеченских подразделений «Ахмат» в районе Суджи более чем за неделю до событий. Также ISW отмечал, что по состоянию на конец мая 2024 года элементы батальона 217-го полка ВДВ российской 98-й воздушно-десантной дивизии защищали участок границы в Курской области.
8 августа ISW отмечал заявление обозревателя Константина Машовца о том, что российское военное командование начало передислокацию сил, вероятно, из 18-й мотострелковой дивизии 11-го армейского корпуса и 128-й мотострелковой бригады 44-го армейского корпуса из Белгородской группировки Северной группировки войск, действующей на Волчанском направлении к северо-востоку от Харькова, в группировку, защищающую международную границу в Курской области, а также на попытки начальника Генерального штаба России генерала Валерия Герасимова представить Северную группировку войск (а также ФСБ) как эффективную оборонительную силу, заявив, что эти силы остановили продвижение Украины в Курской области и нанесли значительные потери. Днём 9 августа Минобороны РФ опубликовало репортаж о переброске в Суджанский район военной колонны из Белгородской области, в состав которой входят 152-миллиметровые самоходные гаубицы «Мста-С» и самодельные машины огневой поддержки. Аналитики The Insider, основываясь на снимках, на которых можно увидеть нанесённые на перевозимую технику тактические знаки, также предположили, что российское командование перебрасывает в Курскую область войска, участвовавшие или готовившиеся к боям на севере Харьковской области.
По данным ISW, российские военные блогеры заявляли о прибытии в Курскую область 8 августа нерегулярных сил Донецкой Народной Республики, включая элементы «Дикой дивизии Донбасса», бригады «Пятнашка», отдельного гвардейского батальона специального назначения «Арбат» и отряда операторов беспилотников «Ночные волки». «Кавказ. Реалии», ссылаясь на заявления непосредственно телеграм-канала «Дикой дивизии Донбасса», сообщал об отправке в Курскую область абхазских и южноосетинских наёмников из батальона «Сармат», уточняя, что данное подразделение было сформировано в ноябре 2023 году из наёмников, воевавших на Украине в составе другого добровольческого формирования — «Пятнашки».
9 августа министр по чрезвычайным ситуациям России Александр Куренков приказал направить дополнительные силы и ресурсы из спасательного центра Тульской области в Курскую область для оказания помощи в разминировании и эвакуации гражданского населения. Также ISW сообщал, что российское военное командование перебросило силы из неуказанных оперативных резервов, дополнительных подразделений, укомплектованных срочниками, спецназа Главного разведывательного управления Генерального штаба России, Сил специальных операций, дополнительных чеченских подразделений спецназа «Ахмат», действующих под началом Минобороны России, а также 1-го армейского корпуса Донецкой Народной Республики и бывших военнослужащих группы Вагнера в неуказанные районы Курской области для защиты от дальнейшего украинского наступления и возвращения территории.
ISW, ссылаясь на украинские источники от 9 августа, указывал на информацию о переброске в Курскую область 2 воздушно-десантных батальонов, военных из 810-й бригады морской пехоты с Херсонского направления (эта информация подтверждалась и российскими источниками); подразделений 38-й и 64-й мотострелковых бригад с Запорожского направления; нескольких неуказанных пехотных батальонов с Покровского направления в Донецкой области; неких «бородатых» бойцов из Луганской области (вероятно, речь идёт о чеченских отрядах «Ахмат»); подразделений 1009-го, 79-го, 272-го мотострелковых полков и 138-й мотострелковой бригады с севера Харьковской области; пехотного батальона 488-го мотострелкового полка (позже было подтверждено пленение его солдат) с Купянского направления; роты неуказанной мотострелковой бригады, действовавшей в Грайворонском районе Белгородской области; мотострелкового полка, действовавшего в районе Сотницкого Козачка Харьковской области. Также ISW указывал на пленение солдат 1428-го мотострелкового полка. 11 августа украинский обозреватель Константин Машовец заявлял о переброске 10—11 батальонов со всего театра военных действий в Курскую область, но предполагал, что эти батальонные подразделения не соответствуют своей предполагаемой конечной численности. В опубликованном им списке: усиленный мотострелковый батальон 138-й мотострелковой бригады и до 3 батальонов из 128-й мотострелковой бригады и 72-й мотострелковой дивизии из группировки войск на севере Харьковской области; мотострелковый батальон 272-го мотострелкового полка с Купянского направления; до 2 воздушно-десантных батальонов 217-го полка ВДВ из Курской области; подразделения неустановленного эшелона 104-й дивизии ВДВ из Херсонской области; батальон из 810-й бригады морской пехоты с Херсонского направления либо 155-й бригады морской пехоты с севера Харьковской области; дополнительные батальоны 38-й и 64-й мотострелковых бригад, вероятно, с запорожского направления.
В своей оценке от 10 августа ISW предположил, что российское Минобороны, по-видимому, полагается на российских срочников, уже действующих в Курской области, подразделения Северной группировки войск и военных, передислоцированных из менее приоритетных прифронтовых районов Украины для защиты от украинской операции в Курской области, что, вероятно, усугубляет дезорганизацию выбранного Россией ответа.
13 августа Министерство обороны России после заявлений украинских и российских источников подтвердило, что артиллерийские подразделения Северной группировки войск России были передислоцированы с севера Харьковской области в Курскую область.
К 14 августа российские оппозиционные издания начали сообщать об отправке в зону боевых действий срочников весеннего призыва из Московской, Ленинградской, Калининградской, Свердловской, Мурманской и Самарской областей. Также, по их данным, российские власти заставляют срочников, переживших первоначальное украинское вторжение в Курскую область, подписывать контракты с Минобороны России для возвращения на фронт в Курской области.
На 15 августа ISW сообщал о действиях в Курской области подразделений российской 200-й мотострелковой бригады и бригады беспилотных летательных аппаратов (БПЛА) ГРОМ «Каскад». Издание «Важные истории» на основании открытых данных и показаний источников идентифицировало временный мотострелковый полк Воздушно-космических сил, который специально собрали из военнослужащих ВКС со всей России для отражения вторжения. В подразделение вошли бойцы рот охраны и материального обеспечения, инженеры, механики и небольшое число офицеров из лётного состава, кроме того, в пехоту списали военнослужащих одного из российских космодромов, а также персонал особых складов ВКС и радиолокационных станций «Воронеж».
Телеканал CNN со ссылкой на источники, близкие к западной разведке, 16 августа утверждал, что Россия перебросила с оккупированных территорий Украины в российскую Курскую область несколько подразделений размером с бригаду и численностью не менее 1000 человек каждое. Россия, помимо частей с Украины, отправила в Курскую область личный состав из Ленинградского военного округа и из Калининграда. Один из источников, комментируя данные цифры, заявил: «Мы пока не видели существенной переброски и не можем сказать, почему: потому что они только начинают двигать войска или потому что у них просто нечего двигать».
К 17 августа ISW отмечал, что российские военные перебросили до 11 батальонов из Курской области и 4 российских группировок войск в других местах театра военных действий на линию фронта в Курской области. Официальные лица США сообщили New York Times в статье, опубликованной 15 августа, что Россия выделила резервы в Курскую область, которые в противном случае она бы выделила для проведения наступательных операций на востоке Украины в ближайшие месяцы.
The Wall Street Journal 17 августа писал, что, по данным его источника, российские силы передислоцировали «несколько» бригад неполного состава общей численностью 5000 человек из других районов Украины в Курскую область к середине недели с 6 по 13 августа.
Выступая на заседании Координационного совета по военной безопасности приграничных территорий 20 августа, министр обороны РФ Андрей Белоусов заявил о создании в российской армии группировок войск «Белгород», «Курск» и «Брянск»; командующие этими группировками (кто именно, не уточнялось) вместе с представителем Генерального штаба ВС РФ будут отвечать «за защиту граждан и территорий от атак беспилотных летательных аппаратов и иных средств нападения». Множество российских СМИ и государственных информационных агентств просто процитировало это заявление, а «Русская служба Би-би-си» отметила, что речь может идти лишь о воссоздании группировок, так как в апреле 2024 года после нового наступления войск РФ в Харьковской области и российскими, и украинскими СМИ и блогерами уже сообщалось о создании в рамках ВС РФ группировки войск «Север», в которую вошли группировки «Белгород», «Курск» и «Брянск», которые именовались «группировками прикрытия границы» либо просто «группировками войск».
20 августа ISW отмечал переброску в Курскую область подразделений 11-й бригады ВДВ из под Часового Яра и 30-го мотострелкового полка с Харьковского направления.
По информации издания «Новая газета. Европа», в боях участвуют подразделения «Вымпел» и «Альфа» ФСБ.
На февраль 2025 года силы РФ в Курской области составляли 78 тыс. человек.
На заключительном этапе силы РФ состояли из:
- 76-я гвардейская десантно-штурмовая дивизия
- 106-я гвардейская воздушно-десантная дивизия
- 11-я отдельная гвардейская десантно-штурмовая бригада
- 83-я отдельная гвардейская десантно-штурмовая бригада
- 56-й гвардейский десантно-штурмовой полк
- 40-я отдельная гвардейская бригада морской пехоты
- 155-я отдельная гвардейская бригада морской пехоты
- 810-я отдельная гвардейская бригада морской пехоты
- 177-й отдельный гвардейский полк морской пехоты
- 72-я мотострелковая дивизия
  - 22-й мотострелковый полк
  - 30-й мотострелковый полк
- 1427-й мотострелковый полк
- 1434-й мотострелковый полк
- 89-й гвардейский сапёрный полк
- 92-й сапёрный полк[65]
- Добровольцы
  - БАРС-Курск[66]
  - БАРС-Сармат[67]
  - БАРС-25 «Анвар»[68]
  - Отряд «Смуглянки» (авианаводчики)[69]
  - «Спецназ „Ахмат“»: отряды «Каштан» и «Питерский»[70]

### КНДР
Первоначальная численность северокорейских сил составляла 11-12 тыс. человек в ноябре 2024 года. Затем пришло ещё дополнительно 3 тыс. человек.

## Ход боевых действий (2024)

### Август

#### 6 августа
В ночь с 5 на 6 августа со стороны Украины участились обстрелы Курской области, после чего бронированные машины Stryker разминировали путь для колонн бронетехники ВСУ, которые при поддержке РЭБ и ПВО перешли границу в районе города Суджи. Три танка ВСУ продвинулись в направлении слободы Гончаровка и деревни Куриловка. Вечером 6 августа российско-украинскую границу пересекли не менее 400 военнослужащих, 11 танков и 20 боевых бронированных машин ВСУ.
Минобороны России заявило, что ночью и утром в небе над Курской областью средствами ПВО было уничтожено 24 БПЛА. Согласно заявлению МО РФ от 17:00, украинские силы совершили атаку на пограничников в Олешне и Николаево-Дарьине. Бои с ВСУ в Курской области вели пограничные войска ФСБ и авиация ВКС РФ, авиаудары наносились по Сумской области Украины.
Дислоцированные в приграничье бойцы чеченского формирования «Ахмат» бежали с позиций после первых столкновений.
В ходе боёв 6 августа в плен были захвачены российские военные, в том числе солдаты-срочники.
Спутники NASA, отслеживающие пожары во всём мире, фиксировали огонь в населённых пунктах в районе Суджи. Силы ВСУ продвигались в направлении города Суджи. Под обстрелы попал Горнальский Свято-Николаевский Белогорский монастырь.

#### 7 августа

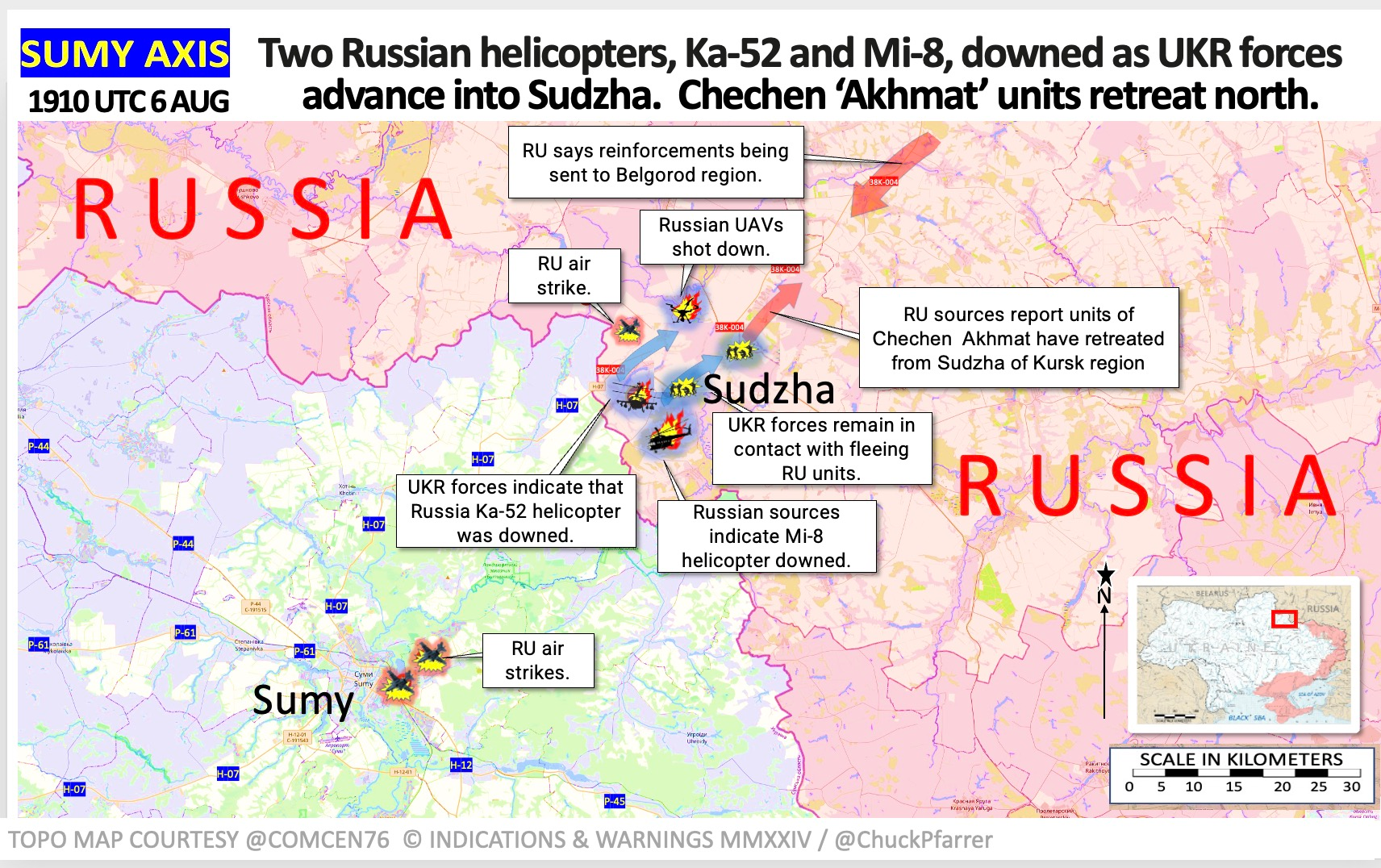
Линия фронта на 7 августа

По заявлению МО РФ, 7 августа ВСУ продолжили наносить авиаудары по территории Курской области. Ночью силами ПВО было уничтожено 4 БПЛА.
Ко второму дню вторжения украинские войска закреплялись в Курской области. ВСУ заняли рубежи, на которых стояли солдаты-срочники, заняв Николаево-Дарьино, Дарьино, Свердликово, контрольно-пропускной пункт Суджа. Действовали в Любимовке. Утром 7 августа украинские войска контролировали часть трассы Рыльск — Суджа и зону вдоль трассы 38К-004. ВСУ смогли создать в области выступ глубиной до 10 км. В Курской области могли находиться до 400 бойцов ВСУ. ВСУ перебрасывали в область резервы и за ночь ввели в бой до двух новых батальонов.
Днём Суджа находилась в «оперативном окружении», и во второй половине дня ВСУ зашли в город, захватили газоизмерительную станцию «Суджа» и вошли в другой райцентр — Коренево.
По оценке Института изучения войны, украинские силы прорвали по крайней мере две российские оборонительные линии и опорный пункт.
К вечеру 7 августа Россия полностью утратила контроль над участком Курской области площадью в 350 км². ВСУ заняли находящиеся южнее Суджи населённые пункты Горналь, Гуево и Куриловку, на северо-западном направлении захватили Леонидово и Любимовку, а также удерживали хутор Зелёный Шлях.

#### 8 августа

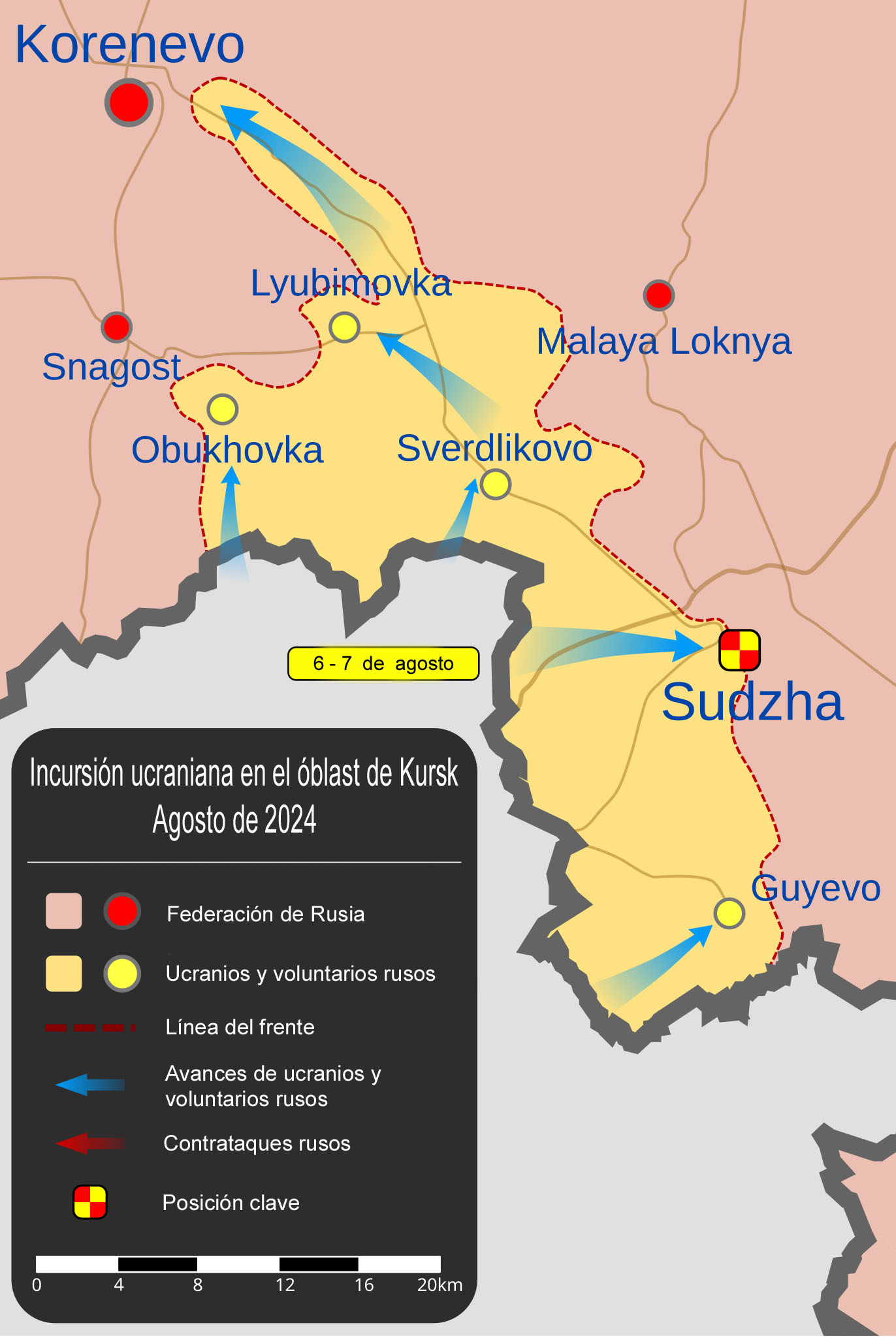
Линия фронта на 8 августа

За ночь и утро в Курской области были сбиты шесть украинских беспилотников и пять ракет.
8 августа ВСУ продолжили быстрое продвижение в Курской области. К утру 8 августа ВСУ контролировали западную часть Суджи и дороги вокруг неё, в городе шли стрелковые бои.
Российская авиация нанесла удары авиабомбами КАБ по скоплению техники ВСУ в Дарьине.
К середине дня зона боевых действий в Курской области расширилась до 430 км². ВСУ взяли Суджу практически под полный контроль, а также вошли в посёлок Мирный и контролировали сёла Казачья Локня, Богдановка, 1-й Княжий и 2-й Княжий. Сообщалось о боях в сёлах Снагость, Анастасьевка, Кромские Быки и Большое Солдатское.
Отдельные группы украинских военных достигли населённых пунктов Ивница и Анастасьевка, то есть проникли на 23—26 км от границы с Украиной. По данным ISW, украинские войска появились в районах, удалённых на 35 километров от международной границы с Сумской областью.
За день ВСУ преодолели больше 30 км по дороге от Суджи к Курску и около 7 км по дороге к Льгову. Солдаты ВСУ были замечены в населённых пунктах Черемошки (10 км до Льгова, 35 км от Суджи) и Шагарово (50 км до Курска, 34 км от Суджи).

#### 9 августа
МО России заявило, что за ночь 9 августа силы ПВО сбили над Курской областью семь беспилотников.
Той же ночью в селе Октябрьское в Рыльском районе Курской области была уничтожена колонна российской техники (минимум 14 военных автомобилей, перевозивших пехоту). Вероятно, ВСУ использовали РСЗО HIMARS с кассетным боеприпасом.
ВСУ продвигались в направлении Кучерова и на восток до Плехова (юго-восток от Суджи) на левом берегу реки Псёл. Геолоцированные кадры от 9 августа, подтвердили, что украинские силы действовали в пределах Суджи, к западу и северу от неё, около Казачьей Локни и к северо-востоку от Леонидова (к северо-западу от Суджи и примерно в 10 км от международной границы) и в Дмитрюкове. Бои приблизились на «несколько десятков километров» от города Курчатов, где находится Курская АЭС. После трёх часов дня в Курчатове прогремел взрыв. Начался пожар в одном из районов в результате атаки ВСУ на трансформаторную подстанцию. В результате атаки БПЛА энергоснабжения на несколько часов лишились несколько районов вокруг Курчатова.
Планирующими авиабомбами был нанесён удар по войскам Украины в Леонидове.
По итогам четвёртого дня боёв оформились три операционных направления, на которых действовали ВСУ: на Рыльск через Коренево; на Льгов и трассу Рыльск — Курск; на Курск по трассе к северо-востоку от Суджи. Украинские войска заводили в зону боёв самоходные артиллерийские установки. На 4-й день операции общая площадь района боёв достигла 600 км².

#### 10 августа
Минобороны РФ в утренней сводке 10 августа, что в «приграничный район» Курской области прибыли российские танки для отражения наступления ВСУ вглубь региона и также об уничтожении 26 БПЛА, запущенных украинской стороной. Минобороны также признало наличие ВСУ в 20 км от границы, заявило о боях в Ольговке под Кореневом, хуторе Ивашковском и селе Малая Локня. Также из сводки следовало, что украинские военные по-прежнему занимали населённые пункты Николаево-Дарьино, Гуево, Любимовку, Зелёный Шлях, Свердликово. The Insider обнаружил, что Минобороны РФ выдаёт старые съёмки с Донецкого направления за свежие видеозаписи «успешных ударов» по ВСУ на курском направлении.
Анализ событий подтвердил, что с вечера предыдущего дня зона боёв изменилась незначительно. В течение 10 августа ВС РФ смогли вернуть под контроль село Мартыновка восточнее Суджи. ВСУ продолжали бои за Коренево. Спутники NASA фиксировали пожары в деревне Александровка, расположенной в 6 км к северо-востоку от Коренева. Самая удалённая от границы точка боёв — посёлок Каучук в 27 км до границы. Зона боевых действий составляла до 650 км².

#### 11 августа
В утренней сводке МО РФ заявило об уничтожении за ночь в небе над Курской областью четырёх тактических ракет «Точка-У» и 14 беспилотников.
В ночь на 11 августа ВСУ зашли в Беловский район, расположенный к юго-востоку от Суджанского района. Российские официальные лица признали, что украинские мобильные группы продвинулись более чем на 25 километров в Беловский район.
ISW констатировал, что несмотря на российские заявления о стабилизации ситуации, украинские силы продвинулись на запад и северо-запад в Курской области. ВСУ захватили Ольговку и продвинулись дальше, повторно заняли Мартыновку.
Площадь, на которой шли боевые действия в воскресенье, составляла до 720 км².

#### 12 августа
ВСУ продвинулись дальше и перешли границу в новых местах: Слободка-Ивановка (к северо-западу от города Сумы и в 2 километрах от международной границы), Тёткино (к югу от Слободки-Ивановки вдоль международной границы), Гордеевка, Успеновка и Викторовка (все к северу от города Сумы вдоль международной границы и к югу от Коренева). Российские источники подтвердили контроль ВСУ над населёнными пунктами Суджа, Спальное, Слободка-Ивановка, Успеновка и Викторовка. Геолоцированные кадры от 12 августа, показывали, что украинские силы действовали в восточном Плехове (к югу от Суджи) и продвинулись к востоку от села Гирьи (юго-западнее Суджи).
Российский вертолёт Ка-52М по ошибке атаковал российскую колонну войск, в результате чего была уничтожена САУ 2С19М2 «Мста-С» в районе села Кривицкие Буды Беловского района Курской области (более, чем в 30 километрах от территории Курской области, контролируемой ВСУ).
К 12 августа под контролем ВСУ находились 44 (по др. данным 54) населённых пункта в Курской области. Площадь Курской области, охваченная боевыми действиями, к вечеру понедельника составила около 1050 км².

#### 13 августа
ВСУ продолжили наступать в Курской области на фоне попыток России стабилизировать линию фронта и продвинулись в полях к северу от Снагости (к югу от Коренева). Геолоцированные кадры от 13 августа подтвердили продвижение ВСУ к северо-востоку от Коренева и к северо-востоку от Алексеевского. ВСУ продолжили атаковать Коронево и Толпино (чуть севернее Коронева), захватили Погребки (к северу от Суджи и в 17 км от международной границы) и пытались закрепиться возле Большого Солдатского (к северо-востоку от Суджи и в 27 км от международной границы). Были захвачены украинскими силами сёла Плёхово и Спальное в Суджанском районе.
Главнокомандующий Вооружёнными силами Украины Александр Сырский заявил, что 74 населённых пункта Курской области находятся под контролем ВСУ. ISW подтвердил, что на 13 августа ВСУ действовали в 41-м (за исключением маленьких) населённом пункте Курской области.

#### 14 августа
Анализируя российские источники, Радио «Свобода» пришло к выводу, что ВСУ, захватившие приграничный плацдарм в Курской области, пытались продвинуться в трёх направлениях — на восток от Суджи в направлении села Белица и соседнего населённого пункта Гирьи, на север в направлении города Льгова (сообщалось о боестолкновениях в районе посёлка Каучук примерно в 30 километрах от Льгова) и на северо-запад в направлении города Коренево на дороге к Рыльску. На спутниковых снимках, опубликованных Planet.com, были видны новые окопы, вырытые к югу от Льгова и в районе посёлка Чермошной — на основании этого радио «Свобода» сделало вывод о том, что российские военные пытались спешно создать линии обороны. Главнокомандующий ВСУ Александр Сырский заявил, что за последние сутки украинские силы, ведущие наступление в Курской области, «продвинулись на 1—2 километра» и завершили «поиск противника» в городе Судже. В ежедневной сводке ISW отмечал заявления российских военных блогеров о продвижении ВСУ в Краснооктябрьское (к юго-западу от Коренева и в 15 км от международной границы) и установил по геолоцированным данным продвижение украинских войск в восточной части поселения Журавли, районе Уланок, западном Камышном. Также институт отметил заявления Министерства обороны России и других российских источников об отражения украинских атаки в районе Скрылёвки, Левшинки, Семёновки и Алексеевского — все они находятся к северо-востоку от Коренева около Каучука, что в 27 км от международной границы. Кроме того, появились первые репортажи украинских СМИ из Суджи, хотя российские источники заявляли о продолжающихся боях за город.
Появились подтверждения контроля ВСУ населённого пункта Черкасская Конопелька к югу от города Суджа, деревни Куриловка и хутора Дмитрюков, деревни Кругленькое к северу от Суджи, где российские войска задействовали против ВСУ кассетные РЗСО «Смерч», сёл Борки и Крупец. Украинские войска вошли в село Камышное, где, по данным военного обозревателя Bild Юлиана Репке, шли уличные бои.
The Moscow Times отмечал, что украинские подразделения начали укрепляться на занятых позициях. Источник The Economist в украинском Генштабе заявил, что на территорию Курской области уже введены инженерные войска, на расстоянии нескольких километров от границы развёртываются полевые госпитали и кухни, топливные и ремонтные базы. Подготовку украинцами оборонительных линий констатировали и российские Z-военкоры. Движение инженерной техники в Курскую область также подтвердили и журналисты The Wall Street Journal, находящиеся в районе границы.

#### 15 августа
Главнокомандующий Вооружёнными силами Украины Александр Сырский заявил, что с начала дня 15 августа украинские силы продвинулись на расстояние от 500 метров до 1,5 километров в неуказанных районах Курской области и продвинулись на 35 километров вглубь с начала украинской операции в Курской области 6 августа. Была создана украинская военная комендатура в Курской области, которая «должна обеспечить правопорядок, а также все нужды местного населения». Её возглавил генерал-майор Эдуард Москалёв.
Появились подтверждения контроля ВСУ над Бондаревкой и Гордеевкой, а также их вероятного отхода от деревни Гирьи. По данным ISW, украинские силы действовали в Сафоновке, а также, по информации российских источников, продолжали наступать около Каучука, продвинулись к востоку от Плехова. Минобороны РФ заявило, что российские войска вернули контроль над селом Крупец. Исходя из сообщений Минобороны РФ, за сутки ВСУ продвинулись в Курской области примерно на 2 км.
Вице-премьер-министр Украины и министр по вопросам реинтеграции временно оккупированных территорий Ирина Верещук заявила, что украинские чиновники работают с украинскими военными над созданием возможного гуманитарного коридора для эвакуации гражданских лиц из Курской области РФ в Сумскую область Украины. Она отметила, что Министерство реинтеграции Украины открыло круглосуточную горячую линию для жителей Курской области, которые нуждаются в гуманитарной помощи или хотят эвакуироваться на территорию Украины, и подчеркнула, что Россия пока не обращалась к украинским властям с просьбой открыть гуманитарный коридор, идущий дальше в Россию (а не на Украину), поэтому Украина в настоящее время не может юридически содействовать созданию такого маршрута эвакуации. По мнению ISW, власти Курской области не решаются в полной мере отреагировать на ситуацию, вероятно, из-за страха отреагировать таким образом, который будет противоречить разрозненной реакции Кремля на украинские военные операции на территории России.
Российские власти официально объявили об эвакуации Глушковского района.
По данным «Агентства», охваченная боями территория Курской области с вечера понедельника (двенадцатого августа) выросла почти на 10 % и достигла примерно 1150 км².

#### 16 августа
Украинский главнокомандующий генерал-полковник Сырский заявлял о продвижении украинских сил на расстояние от 1 до 3 км в неуказанных районах Курской области. Журналисты Associated Press подтвердили, что Украина установила контроль над городом Суджей. ISW отмечал заявления российских военных блогеров о продвижении украинцев к востоку от Мирного и к югу от Спального (оба к юго-востоку от Суджи), и геолоцированные изображения, указывающие на действия ВСУ в Борках (к юго-востоку от Суджи). Также институт акцентировал внимание на заявлениях Министерства обороны России, которое утверждало, что российские войска отразили украинскую бронетанковую атаку на направлении Гордеевки (к югу от Коренева) и украинские атаки к западу от Анастасьевки и к юго-востоку от Каучука — оба к северо-востоку от Коренева и примерно в 27 км от международной границы. Кроме того, российские источники (среди которых провоенные блогеры, такие как Роман Алёхин, и анонимные телеграм-каналы) заявляли о разрушении ударами РСЗО HIMARS двух мостов через реку Сейм в Глушковском районе. ISW подтвердил обрушение одного из них. Позже ВСУ опубликовали видео удара по мосту.

#### 17 августа
ISW отмечал продвижение украинских сил. Российские источники заявили о подрыве ВС РФ нескольких мостов через реку Сейм в Тёткине и Попово-Лежачах с целью остановки продвижения украинских сил, подтвердив также, что украинские силы укрепили позиции в Отрубе и до западного берега реки. Кроме того, по их данным ВСУ наступали в направлении Троицкого, к северо-востоку от Коренева, в том числе в районе Каучука и Алексеевского, продвинулись на запад и юг от Снагости, а также к северо-востоку от Суджи в Михайловке и к юго-востоку от Суджи в Уланоке и Нижнемахове, и продолжили бои к юго-востоку от Суджи вдоль линии Камышевка — Крупец — Гирьи. Также ISW на основе геолоцированных снимков подтвердил наличие украинских войск в западной части Русского Поречного. Российские источники предполагали, что ВС РФ возможно удалось отбить Озерки, Камышное и Гирьи.

#### 18 августа

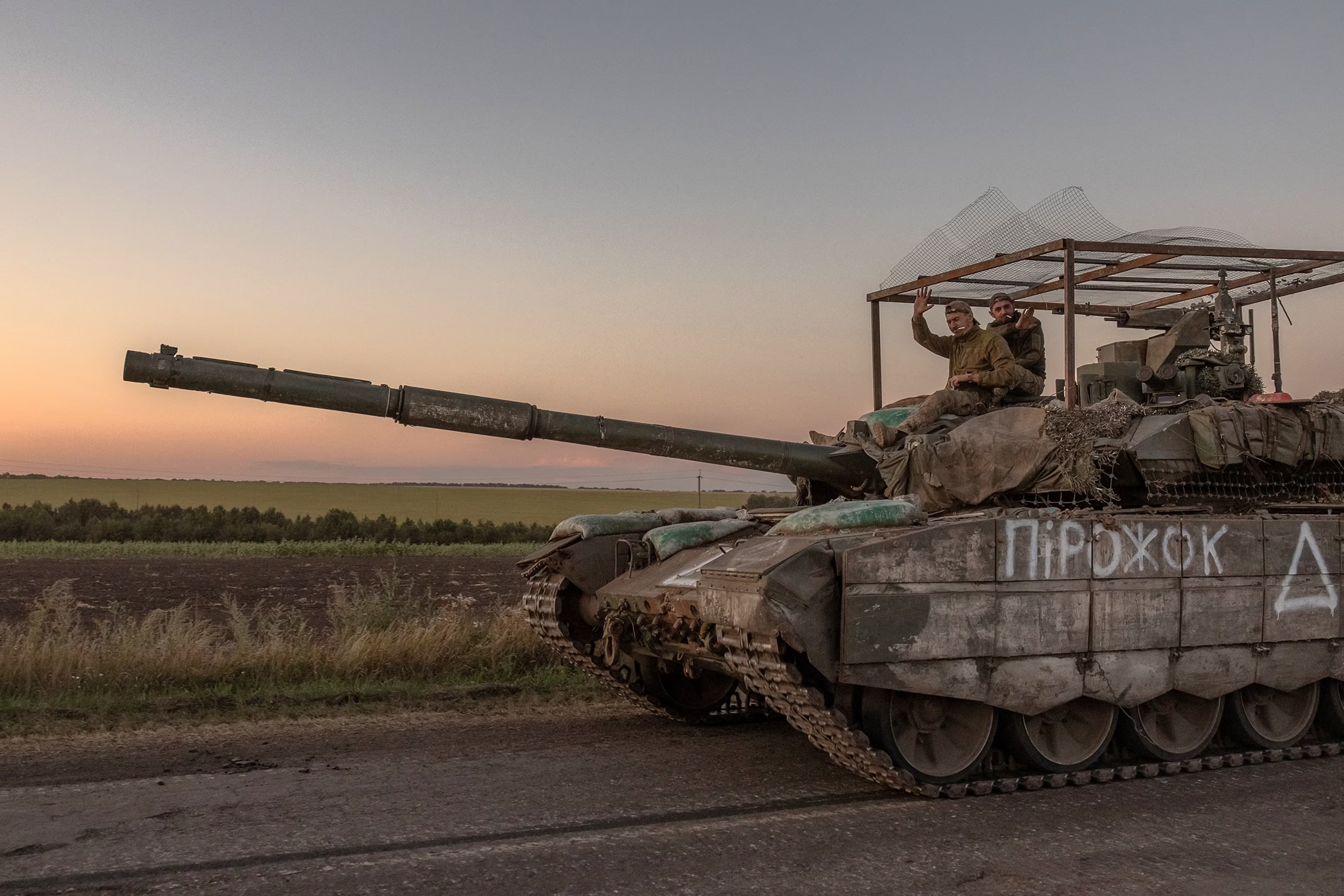
Российский танк, захваченный ВСУ

ISW на основе геолоцированных снимков подтвердил продвижение ВСУ в северную Мартыновку. Российские источники подтвердили захват украинцами Троицкого, их продвижение к Семёновке и атаки на окраинах Коренева, к юго-западу от Коренева — около Комаровки, к востоку от Коренева — около Ольговки, к северо-востоку от Коренева — около Алексеевского, Сафоновки, Кромских Быков, Каучука и Шептуховки, к северу от Суджи — в районе Черкасского Поречного и Русского Поречного, к юго-востоку от Суджи — в районе населённых пунктов Озерки, Гирьи и Борки. Также были сообщения о вхождении украинских войск в Отрубу и их действиях вблизи Тёткина. Командующий Воздушными силами ВСУ Николай Олещук заявил, что разрушен второй, располагавшийся в районе села Званное, мост через реку Сейм.

#### 19 августа

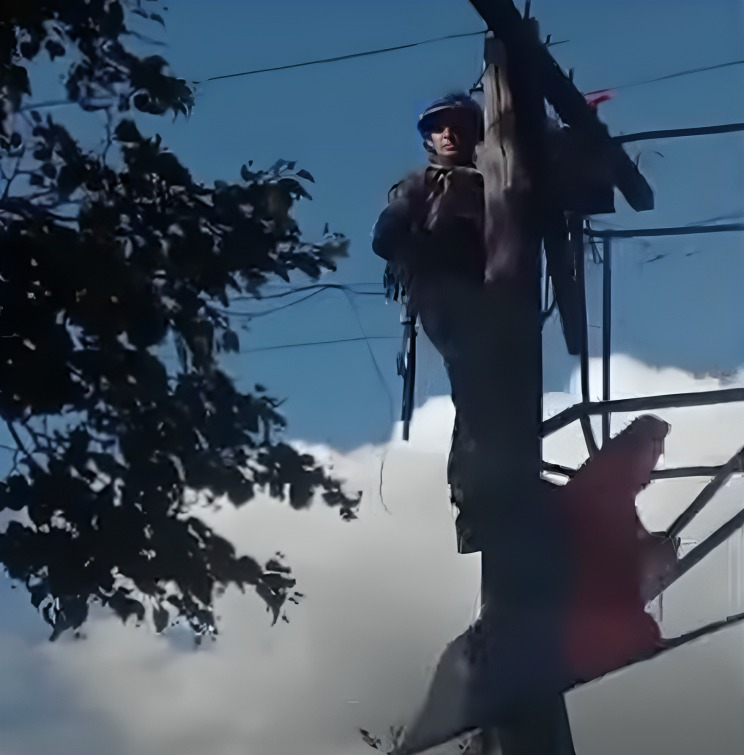
Украинский солдат снимает российский флаг в Апанасовке. Кореневский район, 19 августа 2024 года

ISW констатировал продвижение украинских сил. Он по геолоцированным данным подтвердил продвижение ВСУ в Вишнёвке. Российские источники также заявили о продвижении украинцев в Русском Поречном, к востоку от Агронома и к востоку от Спального, а также о боях к югу от Скрылёвки и Шептухово, в районе Коренева, Ольговки, западной Суджи и Мартыновки, вдоль международной границы в районе Тёткина. Кроме того, они сообщили об уничтожении украинской авиацией моста через реку Сейм в Карыже — третьего и последнего моста через реку Сейм в Глушковском районе Курской области. Российский военный блогер Роман Алёхин в ответ на информацию об уничтожении мостов утверждал, что «серьёзного перевеса это не даст», поскольку российские военные «быстро навели понтонные переправы». В тот же день системой NASA FIRMS были сделаны спутниковые снимки реки Сейм, на которых видно, что один из двух понтонных мостов, наведённых военными РФ, — тот, что находится восточнее села Глушково, цел, а второго, который находился между сёлами Званное и Глушково, нет, при этом в 500 метрах от места, где он располагался, поднимается дым (об этом на следующий день сообщило «Радио Свобода»).
Владимир Зеленский выступил с заявлением, в котором утверждал, что ВСУ контролируют уже 92 населённых пункта в РФ на площади 1250 км² и продолжают укреплять позиции и увеличивать обменный фонд.

#### 20 августа

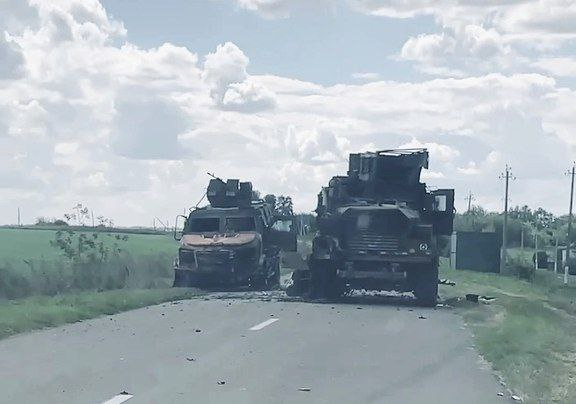
Подбитые бронетранспортёры ВСУ

ISW отмечал нанесение ударов украинскими БПЛА по российской технике, доставляющей понтоны в район сосредоточения около реки Сейм примерно в 3 км к северу от Глушкова. Спутниковые снимки подтвердили уничтожение как минимум одного понтонного моста. Институт по геолоцированным снимкам подтвердил продвижение ВСУ вдоль улицы Суджанский Шлях (шоссе 38К-030) в восточном Кореневе, в полях к северо-востоку от Коренева, лесных районах к северу от Русского Поречного. Российские источники также подтверждали продвижение украинцев к западным окраинам Русской Конопельки. Также российские источники утверждали, что российские силы вернули некоторые утраченные позиции и продвинулись в полях к югу от Сафоновки.
Украинский главнокомандующий генерал-полковник Александр Сырский заявил, что на 20 августа украинские войска продвинулись на 28-35 километров вглубь Курской области и что они «контролируют» 93 населённых пункта (1263 км²).

#### 21 августа

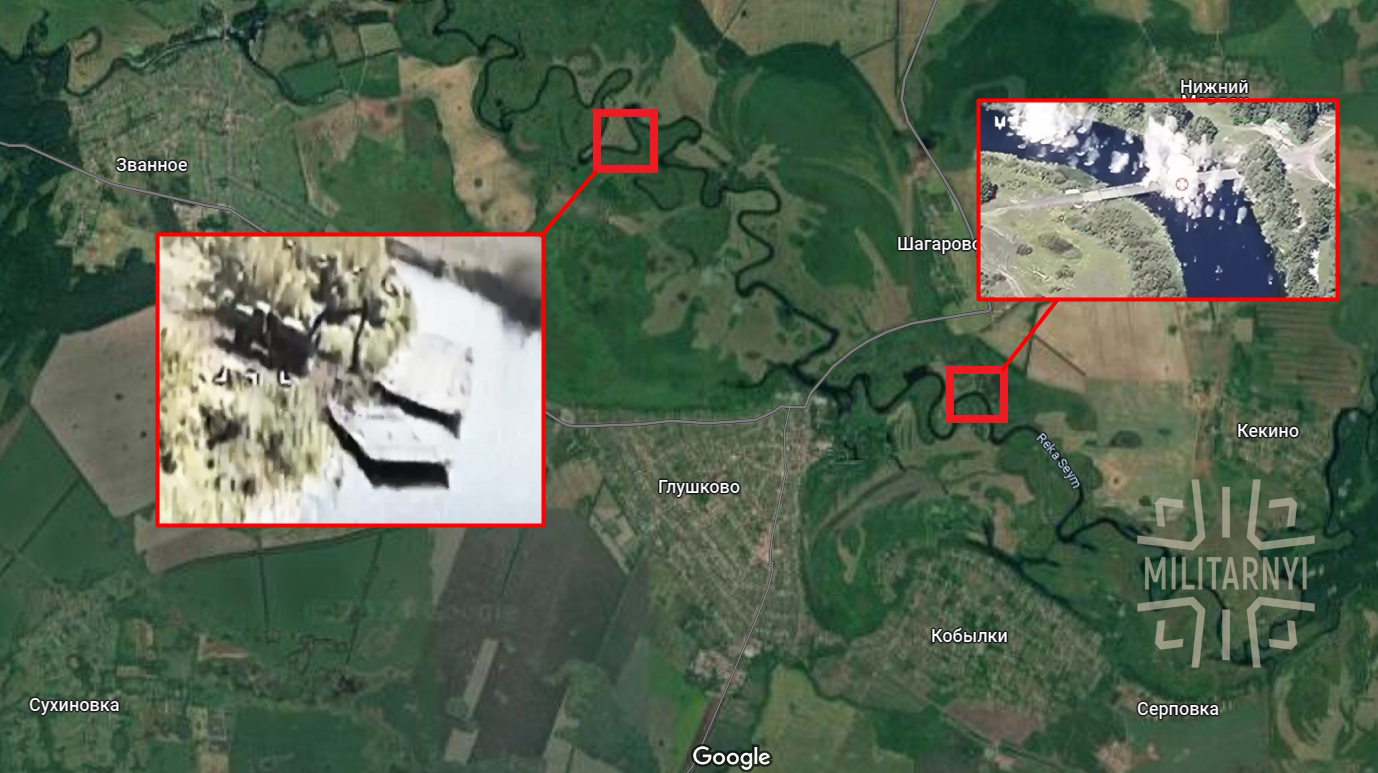
Геолоцированные фото уничтоженных мостов и переправ через реку Сейм. 21 августа 2024 года

ISW указывал на то, что украинские силы продолжили наступательные операции по всему Курскому выступу. Были опубликованы кадры, на которых запечатлены украинские удары по нескольким понтонным мостам и плацдармам вдоль реки Сейм в Глушковском районе, к западу от территории, которую контролирует ВСУ в Курской области. Кадры, заснятые российскими беспилотниками, подтвердили продвижение ВСУ как в Вишнёвке, так и за её пределами. Институт по геолоцированным данным подтвердил наличие украинских войск в лесных районах к востоку от Александровки и их продвижение в южную часть Русской Конопельки. Также сообщалось о попадании российских подразделений в котёл в Мартыновке.

#### 22 августа
Владимир Путин во время совещания по ситуации в Курской области заявил о попытке ВСУ ночью атаковать Курскую АЭС. По его словам, соответствующая информация была передана в МАГАТЭ. По информации ISW, геолоцированные кадры свидетельствуют о продвижении ВСУ в южной части Русской Конопельки, расположенной восточнее Суджи.

#### 23 августа

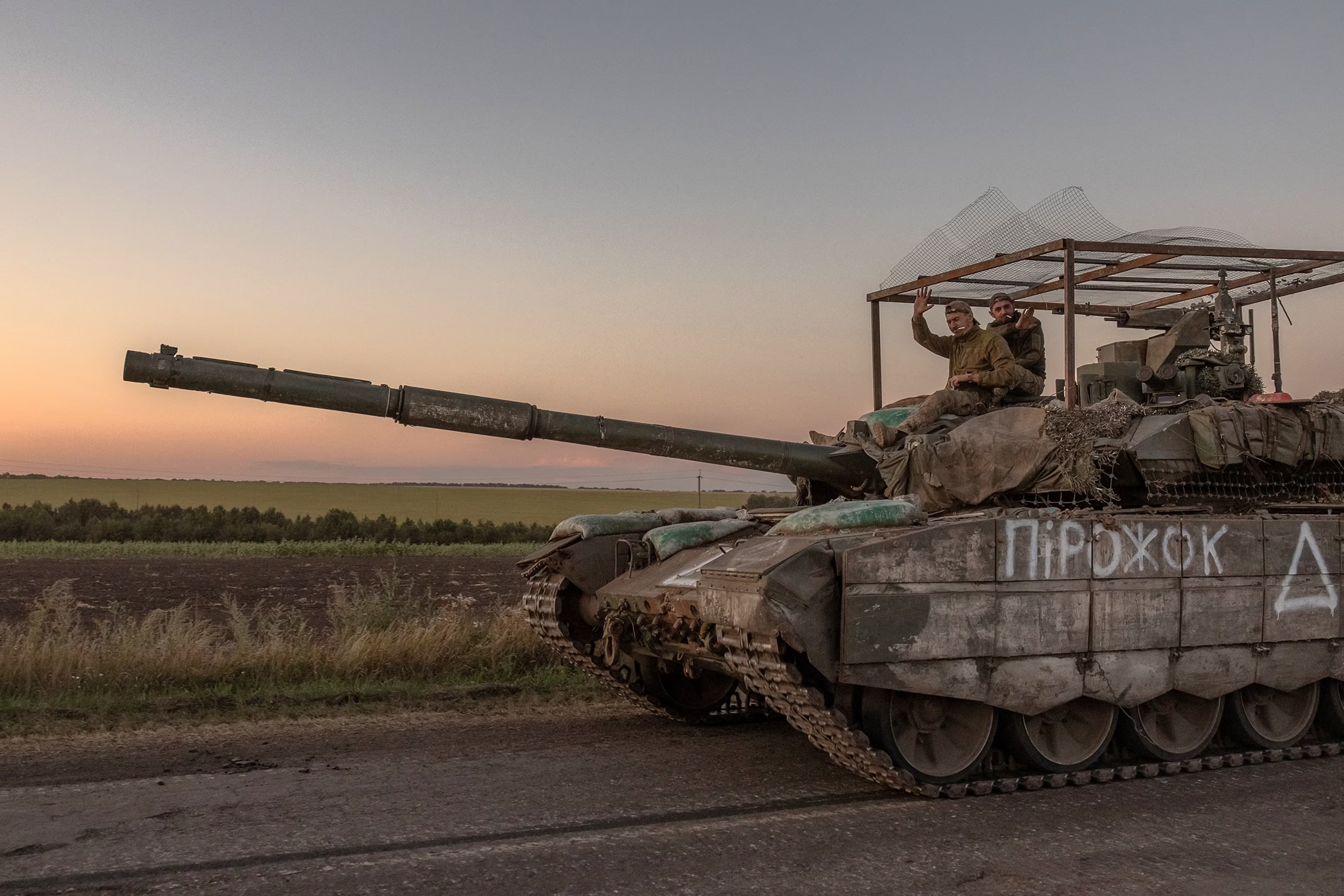
Российский Т-90М, захваченный украинскими войсками в Курской области. 18 августа 2024 года

По информации российских военных блогеров, ВС РФ была отражена механизированная атака ВСУ около Александровки, расположенной юго-восточнее Суджи.

### Сентябрь

#### 10 сентября
Согласно информации телеграм-канала «Рыбарь», вечером ВС РФ начали контрнаступление в Кореневском районе. Связанный с Минобороны Украины OSINT-канал Deep State также сообщил о контрнаступлении, проинформировав об ухудшении для ВСУ ситуации на левом фланге в Курской области. Deep State сообщил о переправке через реку Сейм российской бронетехники и об ударе ВС РФ из Коренева в сторону Снагости. Военнослужащие 51-го полка ВДВ продвинулись на север и северо-восток от Снагости. 10 сентября ВС РФ заняли Снагость.

#### 11 сентября
ISW на основе геолоцированных кадров сообщил о том, что ВС РФ отвоевали территорию восточнее деревни Журавли. По информации от украинской стороны, ВСУ начали контратаки около Снагости.

#### 12 сентября
Министерство обороны РФ заявило об освобождении 10 населённых пунктов, включая Апанасовку, Бяхово, Вишнёвку, Викторовку, Внезапное, Гордеевку, Краснооктябрьское, Обуховку, Снагость и 10-й Октябрь. Также, помимо этого, ВС РФ отбили две украинские атаки в сторону Снагости и Фанасеевки, а также сорвали попытку атаковать в сторону Ольговки.
Владимир Зеленский подтвердил контрнаступление ВС РФ, уточнив, что события развиваются по украинскому сценарию.

#### 13 сентября
Зафиксировано продвижение ВСУ в Глушковском районе. Геолоцированные кадры, опубликованные 13 сентября, свидетельствуют о продвижении украинских сил южнее Весёлого в трёх километрах от международной границы. Meduza сообщила о том, что ВСУ было нанесено два удара: южнее и юго-восточнее Глушково. Институт изучения войны подтвердил контроль ВС РФ над населёнными пунктами Снагость и Краснооктябрьское.

#### 14 сентября
ВС РФ, отвоевавшие часть позиций 13 сентября, продолжили атаковать. Геолоцированные кадры свидетельствуют о заходе российских войск в Любимовку.

#### 22 сентября
После наступления восточнее и юго-восточнее Суджи ВС РФ освободили село Борки.

#### 24 сентября
Институт изучения войны сообщил, что российские войска вернули контроль над 11 населёнными пунктами Курской области.

### Октябрь

#### 7 октября
7 октября «Радио Свобода» сообщило, что ВС РФ в ходе контрнаступления удалось освободить 9 населённых пунктов и 200 км² территории.

#### 10 октября
По утверждению как российских, так и украинских источников, 10 октября ВС РФ начали атаковать на нескольких участках в Кореневском, Суджанском и Глушковском районах. Геолоцированные кадры свидетельствуют о прорыве ВС РФ линии украинской обороны, продвижение составило около 5 км. Телеграм-канал группировки ВС РФ «Север» заявил об освобождении 5 населённых пунктов, а также о том, что ВС РФ удалось перерезать две важные линии снабжения и эвакуации и окружить украинских военнослужащих численностью в два батальона. По информации близкого к Минобороны Украины OSINT-проекта Deep State, ВС РФ освободили около 38 км². Deep State также сообщил о плохой координации между отдельными подразделениями ВСУ.

#### 11 октября
11 октября ISW на основании анализа геолоцированных кадров сообщил о продвижении ВС РФ в северной части Зелёного Шляха, а также об окружении позиций ВСУ около Любимовки.

#### 12 октября
ISW оценил плацдарм ВСУ в Курской области в 786 квадратных километров (300 квадратных миль).
ISW сообщил, что ВС РФ продвинулись в 13 населённых пунктах, в которых днём ранее действовали ВСУ.

#### 25 октября
Meduza сообщила, что резервы ВСУ, включая 47-ю отдельную механизированную бригаду, несколько дней атаковали хутор Зелёный Шлях и село Новоивановка в направлении Коренево и Ольговки. В атаках использовались танки Abrams и БМП Bradley. В результате боестолкновений оба населённых пункта остались под контролем Вооружённых сил РФ.
25 октября 2024 года The Washington Post сообщил, что, по оценке аналитиков, ВС РФ в результате недавних контрнаступательных действий отвоевали до половины территории, занятой ВСУ в Курской области. ISW оценил количество отвоёванной территории в 46 %.

### Ноябрь

#### 7 ноября
ВС РФ начали наступление в районе населённых пунктов Погребки, Любимовка и Новоивановка. В тот же день около Погребков была разгромлена российская колонна военной техники, в которой присутствовали военнослужащие из 810-й бригады морской пехоты. Согласно информации российских телеграм-каналов, не менее 30 военнослужащих бригады погибли, а ещё не менее 20 были ранены. По состоянию на 20 ноября российская армия, добившись ограниченных территориальных изменений, несёт большие потери в технике и людях. Z-каналы объясняют неудачи ВС РФ отсутствием разведки и дезинформацией обстановки вышестоящим командованием.

#### 20 ноября
Посёлок Марьино Курской области был атакован переданными Украине ракетами Storm Shadow. По мнению украинского издания Defence Express, удар нанесён по усадьбе Барятинских, в котором, по мнению украинского издания, мог располагаться подземный командный пункт российских и северокорейских войск. Позже президент РФ подтвердил, что удар был нанесён по командному пункту группировки «Север». Он также сообщил, что в результате атаки есть как раненые, так и погибшие, при этом среди командного состава пострадавших нет.

#### 26 ноября
По информации издания Meduza, ВСУ в количестве нескольких сотен человек отступили из Ольговской рощи, которая была последним оплотом северо-западной части Курского выступа. Ранее в течение нескольких недель ВС РФ почти окружили Ольговскую рощу, что заставило украинские подразделения провести эвакуацию остатков группы в Малую Локню.

#### 27 ноября
ВС РФ провели несколько неудачных механизированных атак на рубеже Зелёный Шлях — Новоивановка.

#### 28 ноября
DeepState сообщил о захвате Дарьина на западном фланге и продвижении ВС РФ около Плехова на юго-восточном фланге курского плацдарма ВСУ.

#### 30 ноября
Украинские войска продвинулись к северу от Новоивановки (юго-восток от Коренево) и контратаковали в районе Погребков (северо-западнее Суджи).

### Декабрь

#### 2 декабря
Украинские военные отметили 1 и 2 декабря, что ВС РФ круглосуточно атаковали украинские позиции в Курской области, иногда с использованием бронетехники, а иногда и более лёгкой техники, такой как мотоциклы и вездеходы, которые российские войска используют для перевозки спешенной пехоты в районы вблизи линии фронта. В свою очередь ВСУ контратаковали и продвинулись в южном Дарьино (к юго-востоку от Коренево).

#### 3 декабря
ВС РФ продвинулись в южном Дарьино (к юго-востоку от Коренево) и продолжили наступление к северо-востоку от Суджи около Мартыновки. Украинские войска контратаковали около Николаево-Дарьино, Дарьино и Новоивановки (все к юго-востоку от Коренево).

#### 4 декабря
ВСУ контратаковали к юго-востоку от Коренево в районе Новоивановки и Николаево-Дарьино и продвинулись в центральное Дарьино.

#### 6 декабря
5 и 6 декабря ВС РФ атаковали на Плёхово и Мартыновку (к северу и северо-востоку от Суджи), а ВСУ контратаковали в районе Новоивановки и Дарьино.

#### 11—12 декабря
По информации Института изучения войны, 11 декабря ВС РФ отбили Плёхово.
12 декабря 2024 года Минобороны РФ заявило, что российские военные вернули контроль над Дарьино и Новоивановкой.

#### 16—24 декабря
ВС РФ безуспешно пытались ликвидировать выступ, удерживаемый ВСУ между Малой Локней и Погребками, наступая небольшими пехотными группами силой до взвода при малой поддержке бронетехники из-за ударов украинских беспилотников, но добились лишь ограниченных успехов, лишь заняв 19 декабря Русское Поречное (восточнее Малой Локни) и 24 декабря Кругленькое (западнее Малой Локни). 20 декабря президент Украины Владимир Зеленский заявил, что российское военное командование пытается скрыть присутствие северокорейских солдат, развёрнутых в Курской области, путём ложной характеристики северокорейских граждан как членов различных этнических групп, коренных жителей Сибири и Дальнего Востока России.

#### 26—29 декабря
Украинские войска контратаковали на всём протяжении выступа, в том числе на линии Леонидово—Гуево и в лесных массивах Суджанского района и 28 декабря вернули Кругленькое, а также продвинулись к востоку от Погребков вдоль шоссе 38К-024.
29 декабря ВС РФ заняли Черкасскую Конопельку юго-восточнее Суджи и продвинулись до окраин Махновки.

## Ход боевых действий (2025)

### Январь

#### 1—2 января
Украинские и российские войска продолжили боевые действия на украинском выступе в Курской области районе Махновки (к юго-востоку от Суджи), в лесных массивах Суджанского района и вблизи Леонидово (к юго-востоку от Коренево) и Куриловки (к югу от Суджи), но никаких подтверждённых изменений на линии фронта не было. Министерство обороны России заявило, что 1 января российские войска отразили шесть украинских контратак в Курской области. 2 января Главное управление военной разведки Украины (ГУР) сообщило, что северокорейские солдаты продолжают нести потери в боевых действиях в Курской области и что российское военное командование перебросило северокорейские силы на позиции в районе населённых пунктов Уланок, Фанасеевка и Черкасская Конопелька (все к юго-востоку от Суджи).

#### 3—4 января
Президент Украины Зеленский заявил, что 3 и 4 января в районе села Махновка в Курской области за два дня боёв войска России и КНДР потеряли до батальона пехоты.

#### 5—6 января
Украинские войска предприняли наземные удары в районе хуторов Бердин и Новосотницкий при поддержке бронетехники и машин разминирования. Геолоцированные кадры, опубликованные 5 и 6 января, указывают на то, что ВСУ с утра 5 января продвинулись южнее хутора Бердин, к центру Русского Поречного и центру Новосотницкого, расширив выступ, контролируемый украинскими войсками к северо-востоку от Суджи. Вооружённые силы РФ на фоне украинского наступления продвинулись в районе Малой Локни.

#### 7—8 января
Российские войска восстановили позиции на главном украинском выступе в Курской области. Геолокацированные кадры, опубликованные 6 и 7 января, указывают на то, что ВС РФ продвинулись в западном Кругленком, к востоку от Леонидово (оба к северо-западу от Суджи), к западу от Старой Сорочины и к северо-западу от Русского Поречного (оба к северу от Суджи).

#### 9—10 января
В ходе усиленного механизированного наступления численностью до батальона (около 50 танков, БМП и БТР) ВС РФ продвинулись к северо-западу от Суджи и отбили Леонидово и Александрию, также продвинулись к северо-западу от Никольского и к западу от Викторовки. ВСУ контратаковали в районе Погребок, Новой Сорочиной (к северо-западу от Суджи), Старой Сорочиной и Николаевки.

#### 22 января
ВС РФ отбили Николаево-Дарьино.

#### 23—25 января
ВС РФ не оставляли попыток прорвать оборону на западном фланге плацдарма ВСУ. Ожесточённые бои шли около Свердликова и Викторовки. Здесь ВСУ отбили несколько механизированных штурмов и масштабную атаку северокорейской пехоты. Также ВСУ отбросили ВС РФ от Суджи в районе Махновки.

#### 26—31 января
В Курской области сохранялась оперативная пауза: ни российские, ни украинские войска не вели наступательных действий. Боевая работа в основном сводилась к ударам FPV-дронами и «скидам» при перемещении живой силы противника. Подразделения северокорейцев отвели в тыл из-за тяжёлых потерь.

### Февраль

#### 1—5 февраля
Российские войска возобновили наступательные операции на украинском выступе в Курской области, но не добились никаких подтверждённых успехов. Бои шли в районе Свердликова, Марьевки, Погребков, Малой Локни (все к северо-западу от Суджи), в районе Куриловки (к юго-западу от Суджи), в районе Махновки (югу от Суджи) и Лебедевки (юго-восток от Коренева).

#### 6 февраля
Украинские войска начали серию механизированных атак численностью до батальона и после наведения понтонных переправ через реку Смердица продвинулись до пяти километров за российские позиции к юго-востоку от Суджи: к юго-западу от Махновки и к северу и востоку от Черкасской Конопельки вдоль шоссе 38К-028 Суджа — Обоянь. Украинские подразделения захватили хутор Колмаков (к северу от Черкасской Конопельки) и деревню Фанасеевку (немного к юго-востоку от Черкасской Конопельки).

#### 11—12 февраля
Продолжились бои у Свердликова, Погребков, Русского Поречного (к северо-западу и северу от Суджи), Черкасской Конопельки (к юго-востоку от Суджи).

#### 16—19 февраля
16 февраля в районе населённого пункта Никольский российская колонна бронетехники подверглась ударам FPV-дронов и была разгромлена. ВС РФ заняли Свердликово в середине февраля 2025 года, что позволило частично установить огневой контроль артиллерией и FPV-дронами над путями снабжения группировки ВСУ в Курской области.

#### 25 февраля
К концу февраля 2025 года ВС РФ подошли к трассе «Суджа — Сумы», через которую осуществляется снабжение группировки ВСУ в Курской области. ВС РФ продвинулись в центральной части Погребков.

### Март

#### 5—6 марта
ВС РФ на фоне приостановки обмена разведданными между США и Украиной начали широкомасштабное наступление на позиции ВСУ в Курской области и продвинулись южнее Куриловки в западном направлении, установив огневой контроль над шоссе государственная граница — Суджа.

#### 7—8 марта
ВС РФ заняли Старую Сорочину, расположенную к северо-западу от Суджи, освободили Черкасское Поречное, Малую Локню и Лебедевку (к югу от Малой Локни), а также поля между населёнными пунктами. Российские войска продвинулись через границу и захватили Новенькое (к северо-востоку от города Сумы в Сумской области).
8 марта появилась подтверждённая обеими сторонами конфликта информация о том, что российские военные через неработающий участок газопровода преодолели 15 км и вышли в тыл к подразделениям ВСУ неподалёку от Суджи.

#### 9—10 марта
По информации The New York Times, к 9 марта 2025 года ВС РФ вернули около 2/3 территории, ранее захваченной ВСУ. По информации «Агентства», к 9 марта площадь контролируемой ВСУ территории сократилась до 338 км². Геолоцированные кадры, опубликованные 10 марта, показывают, что российские войска продвинулись в центральной Мартыновке (к северо-востоку от Суджи).
10 марта Александр Сырский заявил, что подразделениям ВСУ в Курской области не угрожает окружение.

#### 11—12 марта
11 марта Минобороны РФ заявило, что российские военные освободили 100 км² территории, ранее оккупированной ВСУ, включая 12 населённых пунктов: Агроном, Богдановку, Бондаревку, Дмитрюков, Зазулевку, Ивашковский, Колмаков, Кубаткин, Мартыновку, Михайловку, Правду, Южный. По состоянию на 11 марта под контролем ВСУ остаётся Суджа, дорога Сума-Суджа и село Гуево. Геолокационные кадры, опубликованные 11 марта, указывают на то, что российские войска недавно продвинулись к западу от Басовки (к западу от Суджи через международную границу в Сумской области).
Геолокационные кадры, опубликованные 12 марта, показывают, что российские войска заняли Суджу и продвинулись к южной части Заолешенки (непосредственно к северо-западу от Суджи). Украинский источник заявил 12 марта, что украинские войска начали отход из Суджи.

#### 13—14 марта
Министерство обороны РФ официально подтвердило освобождение Суджи. По состоянию на 13 марта ВС РФ вернули контроль над 86 % территории, ранее оккупированной ВСУ. Геолокационные кадры, опубликованные 13 марта, указывают на то, что российские войска продвинулись в Заолешенке (непосредственно к западу от Суджи) и также освободили Гончаровку (к западу от Суджи).

#### 15—16 марта
Генштаб Украины опубликовал карту боёв, на которой Суджа находится вне территории, подконтрольной ВСУ. ВС РФ заняли Рубанщину и продолжали атаковать к западу от Суджи в районе Гоголевки, к югу от Суджи в районе Куриловки и Гуева, а также вблизи международной границы в районе Басовки. Небольшие российские штурмовые и диверсионно-разведывательные группы также атаковали в районе Новенькое — Журавка вдоль международной границы в Сумской области.

#### 17—22 марта
Российские войска продолжали наступательные операции по вытеснению украинских войск с оставшихся позиций в Курской области в районах Олешни, Гоголевки, Гуева, но не добились никаких подтверждённых успехов.

#### 23—25 марта
ВС РФ продолжили атаки в районе Гоголевки, в районе контрольно-пропускного пункта Суджа, а также вдоль международной границы в районе Владимировки, Веселовки, Журавки и Басовки, а также продвинулись к востоку от Олешни.

#### 26—27 марта
ВС РФ заняли Гоголевку и контрольно-пропускной пункт Суджа, а также захватили Веселовку в Сумской области Украины.

#### 30 марта
По состоянию на 30 марта 2025 года под контролем ВСУ в Курской области оставалось 80 км², или 6 % ранее занятой территории.

### Апрель

#### 1—7 апреля
В районе Гуева и Олешни, а также вдоль границы Сумской и Курской областей продолжалась бои без существенного продвижения ВС РФ. Украинские войска контратаковали в районе Веселовки. К концу недели российские войска смогли продвинуться лишь к западу и югу от Гуева.

#### 8—9 апреля
ВС РФ захватили на территории Украины Басовку (южнее Новенького) и пытались продвинуться в сторону Локни (южнее Новенького) и перекрыть шоссе H-07 Юнковка-Суджа, а также атаковали около Олешни, Гуева и Горналя, пытаясь вытеснить ВСУ со всех оставшихся позиций на территории России. 8 апреля МО РФ заявило об освобождении Гуева.

#### 10—11 апреля
МО РФ сообщило о взятии приграничного села Журавка в Сумской области. Украинские войска контратаковали около Басовки и Веселовки (к юго-западу от Журавки). ВС РФ продвинулись в районе Свято-Николаевского монастыря к северо-востоку от Горналя; ВСУ контратаковали в районе Олешни.

#### Вторая половина апреля
В середине апреля ВС РФ заняли Свято-Николаевский монастырь, расположенный к юго-западу от Гуева; продолжались бои в районе Горналя (к юго-западу от Суджи), Олешни (к западу от Суджи).
К третьей декаде апреля российские войска вытеснили ВСУ из всех населённых пунктов Курской области за исключением Олешни и Горналя.
Геокадры от 24 апреля указывают на то, что российские войска недавно продвинулись к северу от Горналя. На дополнительных геокадрах, опубликованных 25 апреля, видно, что российские войска вышли к северо-восточным окраинам Олешни (к северо-западу от Горналя).

#### Последняя неделя апреля
26 апреля начальник Генерального штаба ВС РФ генерал армии В. В. Герасимов заявил, что российские войска вытеснили все украинские войска из Курской области и захватили Горналь (к юго-западу от Суджи), последний удерживаемый Украиной населённый пункт в области, а также подтвердил участие северокорейских войск в боях. В свою очередь, Генштаб Украины опроверг российские заявления и заявил, что украинские войска сохраняют неуказанные позиции в Курской области.
Геокадры от 26 апреля указывали на то, что украинские войска продвинулись к юго-западу от Кучерова (к югу от Суджи).
Через день после заявления Герасимова участие северокорейских войск подтвердили власти КНДР.
30 апреля президент РФ Путин подтвердил, что ВС РФ по-прежнему не контролируют всю территорию Курской области.

### Май
С 4 мая ВСУ атаковали к юго-западу от Глушкова вдоль международной границы в районе Тёткина, Вольфинского и Нового Пути и к 10 мая продвинулись к югу от Тёткино.
В середине мая продолжились бои в районе Тёткина и атаки ВСУ на Новый Путь.
28 мая на встрече с журналистами президент Украины Владимир Зеленский заявил: «Сейчас это так. Хотя в Курской области, я считаю, правильно наши войска сделали. Вышли из одного направления, вошли в Курской области в другое направление. Там есть у наших хорошая наработка. То есть мы там находимся, пока русские не захотят закончить войну или хотя бы первый шаг — прекращение огня».

### Июнь
В первую неделю июня ВСУ продолжили атаки в Курской области в районе Тёткина, Попово-Лежачи, Нового Пути, Весёлого, а также Горналя и Гуева.
Во второй декаде июня в направлении Курской области продолжились контратаки ВСУ из Рыжевки и Безсаловки (к югу и востоку от Тёткино) в направлении Тёткина, Глушкова и Нового Пути.

## Потери сторон

### Россия
По информации российских и украинских блогеров, к 7 августа вооружённые силы РФ потеряли два вертолёта — Ка-52 (командир погиб) и Ми-28 (сумел приземлиться), два танка Т-62 и несколько автомобилей КамАЗ. ISW сообщал об очень больших потерях чеченских подразделений в украинских атаках в Кореновском районе 7 августа. По подсчётам аналитика Naalsio, исследующего потери техники в российской и украинской армиях, с 6 по 13 августа известно о потере российскими войсками не менее 22 единиц техники.
Под Рыльском 9 августа в составе поражённой колонны повреждено не менее 14 российских военных КамАЗов и «Уралов». Видеозапись последствий удара свидетельствует о жертвах среди военных. 10 августа стало известно о потере ВС РФ ещё одного вертолёта Ка-52.
10 августа появились первые некрологи российским военным, погибшим в Курской области. Издание «Вёрстка» по состоянию на февраль 2025 года установило имена как минимум 25 срочников, которые погибли в Курской области.
По оценкам OSINT-аналитика Naalsio, потери ВС РФ к 16 августа составили 27 единиц техники, включая 6 танков и 3 бронетранспортёра, а в период с 15 по 20 августа ВС РФ потеряли ещё не менее 13 единиц техники. По состоянию на 1 октября, по оценкам OSINT-аналитика Naalsio, известно о потере российской армией не менее 134 единиц военной техники, а на 15 октября — не менее 181 единицы техники. Потери ВС РФ к 28 октября составили не менее 249 единиц военной техники, а к 25 ноября — не менее 383 единиц техники. С 3 по 23 декабря аналитик Naalsio зафиксировал потерю российской армией не менее 103 единиц военной техники.
По данным журналистского расследования «Вёрстки», на начало декабря 2024 года в ходе боёв пропало без вести более 350 российских военных, 71 из которых служил в 810-й бригаде.
По оценкам Forbes, к марту 2025 года подтверждённые фото и видео потери техники ВС РФ на направлении составили около 600 единиц.

#### Военнопленные
Согласно видеозаписям, к утру 7 августа предположительно шесть солдат РФ было взято в плен. На пограничном пункте Суджа ВСУ было захвачено не менее 40 российских военнослужащих, в том числе срочников. Издание «Вёрстка» писало, что в приграничной зоне, затронутой боями, могли находиться сотни срочников, чья судьба достоверно не известна. Помимо срочников в плен к ВСУ попали и военные из Чечни. Издание «Важные истории» установило к 15 августа имена 25 срочников, которых взяли в плен украинские военные, а Русская служба Би-би-си к 23 августа — имена 38 призывников. В комментарии The Washington Post советник президента Украины на условиях анонимности сообщал, что за три дня боёв в Курской области были взяты в плен сотни человек. Главнокомандующий Вооружёнными силами Украины Александр Сырский заявил о взятии в плен более 100 российских военнослужащих только за 14 августа, а во время проведения форума «Украина 2024. Независимость» — о попавших в украинский плен 594 российских военных с момента начала операции в Курской области.
14 августа украинский омбудсмен Дмитрий Лубинец заявил, что Украина готова координировать обмен военнопленными с Россией и что он общается со своим российским коллегой о возможности обмена «сотен» российских военнопленных, которых Украина захватила с начала Курской операции, на украинских военнопленных, которые находятся в российском плену. Позже он подтвердил, что назначенный Кремлём российский уполномоченный по правам человека Татьяна Москалькова инициировала разговор об обмене военнопленными и что украинские силы взяли в плен 2000 российских военнослужащих за последние две недели, включая призывников, пограничников из Федеральной службы безопасности России (ФСБ) и военнослужащих из чеченских подразделений «Ахмат» — это был первый раз, когда Россия инициировала обсуждение возможного обмена военнопленными. ISW обратила внимание на то, что 15 августа украинский офицер из Службы военного правопорядка сообщил, что 80 % из более чем 200 российских военнопленных, находящихся в одном из украинских мест содержания военнопленных, являются призывниками.
15 августа несколько украинских СМИ заявили, ссылаясь на источники в Службе безопасности Украины, что украинские силы захватили 102 российских военнослужащих из 488-го мотострелкового полка и неуказанных чеченских подразделений «Ахмат» в качестве военнопленных в Курской области. По данным издания «Астра», среди них как минимум 42 солдата-срочника.
Как заявил журналистам The Washington Post начальник одной из украинских тюрем, за первые 10 дней наступления ВСУ через тюрьму по пути в лагеря военнопленных прошло 320 пленных.
Согласно анализу фото- и видеоматериалов, проведённому The Washington Post, с начала вторжения Украины в Курскую область в плен было взято по меньшей мере 247 российских военнослужащих. Издание отмечало, что в сети продолжают появляться новые видео и фотографии, и оно не учитывает пленных, показанных на видео, которых газета не смогла проверить независимыми источниками, а это значит, что фактическое число российских пленных, взятых в ходе наступления, намного выше. Около 80 % российских солдат, содержащихся в украинской тюрьме, которую удалось посетить журналистам издания, были, по словам начальника тюрьмы, срочниками.
24 августа в результате обмена военнопленными 115 призывников, захваченных ВСУ, были обменены на украинских военнослужащих. В результате двухдневного обмена 13—14 сентября более 100 российских военнослужащих, захваченных украинской армией, вернулись из плена.

### КНДР
По данным южнокорейских СМИ, потери северокорейцев составили 4000 человек убитыми и ранеными.

### Украина
Вооружённые силы Украины, по данным «Радио „Свобода“», за первый день прорыва потеряли по меньшей мере два украинских бронеавтомобиля «Козак», два зенитно-ракетных комплекса «Бук», а также несколько единиц бронетехники (согласно российскому провластному телеграм-каналу «Два майора», до 8 бронемашин). По подсчётам аналитика Naalsio, исследующего потери техники в российской и украинской армиях, с 6 по 13 августа ВСУ потеряли не менее 29 единиц техники. Минобороны РФ утверждало, что на 7 августа потери ВСУ составили 315 человек, в том числе не менее 100 убитыми, а также 54 единицы техники, включая 7 танков, а к утру 8 августа общие потери ВСУ достигли 660 военных и 82 единицы бронетехники.
В утренней сводке 9 августа Минобороны РФ заявило, что на «Курском направлении» ВСУ потеряли убитыми и ранеными до 945 военнослужащих и 102 единицы бронетехники. СМИ отмечают, что, исходя из прежних данных ведомства о численности ВСУ, к этому моменту в Курской области должно было оставаться не более полусотни украинских военных.
По оценкам OSINT-аналитика Naalsio, к 21 августа потери ВСУ составили 65 единиц техники: преимущественно бронеавтомобили, 4 танка, 12 БТР, а также РСЗО HIMARS, которая была уничтожена в Сумской области. По состоянию на 1 октября, по оценкам OSINT-аналитика Naalsio, украинская армия потеряла не менее 202 единиц военной техники, а на 15 октября — не менее 251 единицы техники. Потери ВСУ к 28 октября составили не менее 287 единиц военной техники, а к 25 ноября — не менее 337 единиц техники. С 3 по 23 декабря аналитик Naalsio зафиксировал потерю украинской армией не менее 34 единиц военной техники.
По оценкам Forbes, к марту 2025 года подтверждённые фото и видео потери техники ВСУ на направлении составили около 500 единиц.

### Гражданские жертвы
К началу 7 августа, согласно официальным заявлениям властей Курской области, погибли 5 гражданских лиц, среди них фельдшер, водитель скорой помощи и 24-летняя беременная женщина, пытавшаяся выехать вместе с семьёй из Суджи и попавшая под автоматный обстрел.
К вечеру 8 августа, по заявлениям Минздрава РФ, число пострадавших достигло 66 человек, включая 9 детей. Стационарное лечение в больницах Курской области проходили 38 пострадавших, в том числе 5 детей; 19 пострадавшим была оказана амбулаторная помощь, а 9 тяжело раненых, в том числе военный корреспондент ВГТРК Евгений Поддубный, были эвакуированы в Москву.

## Военные преступления и мародёрство
16 августа 2024 года появилось видео, снятое военнослужащими РФ из 155-й обрмп на КПП «Колотиловка». На нём продемонстрирован кол с насаженной на него головой, как утверждается, украинского военного. Deep State опубликовал фотографию, на которой запечатлены 9 сдавшихся в плен украинских военных. Их расстреляли военнослужащие ВС РФ в октябре в Курской области. В октябре Апти Алаудинов заявил о 187 преступлениях, которые совершили российские военные в Курской области.
Русская служба BBC в конце августа — начале сентября пообщалась с жителями Глушковского района, который после разрушения трёх мостов через реку Сейм фактически оказался отрезанным от остальной территории России. Жители жаловались на многочисленные случаи мародёрства со стороны российских военных. Например, двое мужчин в российской военной форме ограбили в посёлке Глушково Курской области салон сотовой связи, а ещё несколько российских военных — склад Wildberries в селе Званное Глушковского района. Помимо этого, российскими военными ограблен магазин в посёлке Коренево. Несмотря на опасность занятия района ВСУ, многие жители не спешат уезжать из района, поскольку опасаются, что в их отсутствие дома будут разграблены. Мародёрство российских военных в Курской области признал и Роман Старовойт.
13 марта 2025 года в соцсетях распространилось видео с вероятной казнью пятерых безоружных украинских солдат, которые попали в плен к российским военным под Казачьей Локней.

## Реакция на события

### Россия

#### Власти
6 августа Минобороны России заявило, что ВСУ отступили обратно через российско-украинскую границу с большими потерями. Позднее это заявление было удалено без каких-либо пояснений.
В первой половине дня 7 августа на правительственном совещании президент России Владимир Путин впервые за сутки прокомментировал ситуацию, назвав украинское вторжение «масштабной провокацией», и сказал, что дал «поручения ряду гражданских ведомств по оказанию необходимой помощи жителям области». Врио губернатора Курской области Алексей Смирнов в докладе Путину назвал обстановку в области «контролируемой» и заявил, что около 600 человек из приграничных областей эвакуированы и размещены в пунктах временного размещения. В дневном сообщении российское Минобороны утверждало, что «продвижения ВСУ вглубь территории России не допущено», не конкретизируя положение дел.
На последовавшем экстренном совещании по ситуации в Курской области с участием Путина, министра обороны Андрея Белоусова, директора ФСБ Александра Бортникова и секретаря Совета безопасности Сергея Шойгу глава Генштаба Валерий Герасимов заявил, что продвижение ВСУ остановлено. Это заявление не соответствовало действительности — наступление продолжалось, и 8 августа под контролем ВСУ находилось уже 430 км² против 350 км² по состоянию на вечер 7 августа.
7 августа первый вице-премьер правительства РФ Денис Мантуров поручил министерству выделить на эвакуацию жителей Курской области 1,8 млрд рублей. Вечером того же дня губернатор Курской области Алексей Смирнов объявил о введении в регионе чрезвычайного положения. По словам жителей Суджи, никакой организованной эвакуации не проводилось и о надвигавшихся ВСУ их никто не предупреждал.
7 августа российское руководство ввело на территории Курской области режим чрезвычайной ситуации.
9 августа Правительственная комиссия по предупреждению и ликвидации чрезвычайных ситуаций и обеспечению пожарной безопасности провела внеочередное заседание и сообщила, что «в области установлен федеральный уровень реагирования».
Вечером 9 августа Национальным антитеррористическим комитетом в Курской, Брянской и Белгородской областях был введён «режим контртеррористической операции».
12 августа 2024 года Владимир Путин собрал совещание по поводу ситуации в областях, граничащих с Украиной. Он заявил, что основная задача российских военных — выдавить ВСУ с территории РФ и защитить границы страны. Он также заявил, что целью вторжения ВСУ является улучшение позиции Украины во время мирных переговоров, добавив, что ни о каких переговорах по причине ударов по мирному населению, объектам ядерной энергетики и гражданским объектам не может быть и речи.
15 августа российское руководство ввело режим чрезвычайной ситуации на территории Белгородской области.

#### Оппозиция
Совет Форума свободной России приветствовал перенос боевых действий на территорию России и отметил, что считает ВСУ «естественными союзниками в борьбе с путинской тиранией».
Легион «Свобода России», воюющий на стороне Украины, призвал военнослужащих российской армии сдаваться в плен Вооружённым силам Украины, а тех кто «имеет желание продолжить воевать за нормальное будущее для России» — вступать в Легион.

### Украина
7 августа президент Украины Владимир Зеленский сказал, что «чем больше давления будет на Россию — на агрессора, который принёс войну в Украину, тем ближе будет мир», но прямо боевые действия в Курской области не упомянул. 8 августа советник главы офиса президента Украины Михаил Подоляк выпустил заявление о «разрушении привычных форматов жизни» в России — это высказывание стало первым с начала вторжения в Курскую область официальным комментарием со стороны Украины.

### Международное сообщество
К 17 августа ни одно государство либо организация, которых Россия считает «дружественными», не осудила первое военное вторжение на территорию России со времён Второй мировой войны. Исключением являлось только сирийское правительство Башара Асада, которое опирается на поддержку России в идущей на территории Сирии гражданской войне.
Из-за того, что боевые действия переместились ближе к Курской атомной электростанции, Международное агентство по атомной энергии призвало обе стороны конфликта проявлять максимальную сдержанность.

#### Великобритания
Министерство обороны Великобритании заявило 15 августа, что Украина имеет право защищать себя, в том числе путём проведения операций на территории России, и может использовать британское оборудование и оружие в соответствии с международным правом для своей защиты, но подчеркнуло, что ограничения на использование Украиной британских ракет Storm Shadow для поражения российской территории остаются в силе.

#### Германия
Глава оборонного комитета немецкого Бундестага Маркус Фабер (англ. Marcus Faber) 8 августа обозначил, что ФРГ не возражает против использования в операции в Курской области переданного Украине оружия, в том числе танков Leopard 2, которые поставляются в Украину с 2023 года.

#### Литва
Министр обороны Литвы Лауринас Кащюнас (англ. Laurynas Kasčiūnas) заявил: «Из-за их [Украины] борьбы им [России] нужно отводить войска из Калининграда. Мы даже называем это „демилитаризацией“ Калининграда, которая происходит благодаря храбрости ваших военных, благодаря вашим решениям».

#### США
7 августа представитель Госдепартамента США Мэтью Миллер сообщил, что Украина не информировала США о планах операции в Курской области, однако США не ограничивают союзника в выборе тактики, и украинское наступление в приграничном регионе с использованием поставленного США вооружения не нарушает никаких договорённостей и правил. Координатор по стратегическим коммуникациям в Совете национальной безопасности Джон Кёрби подтвердил, что политика США в вопросах использования ВСУ американского оружия осталась прежней: страна не возражает против нанесения ударов по целям, представляющим угрозу для Украины. Пресс-секретарь Белого дома Карин Жан-Пьер, в свою очередь, подчеркнула, что США поддерживают разумные действия Украины по прекращению атак российских войск.
13 августа президент США Джо Байден заявил, что наступление украинских войск в Курской области ставит российского президента Владимира Путина перед настоящей дилеммой и подтвердил, что правительство США находится «в прямом, постоянном контакте с украинцами».

## Оценка наступления
По мнению военного эксперта Юрия Фёдорова, важными предпосылками прорыва ВСУ стали внезапность, слабость укреплений и отсутствие в сопредельной с Украиной области регулярных войск, которые могли бы оказать сопротивление. Некоторые комментаторы видели в этом провал российской разведки.
10 августа 2024 года «Институт изучения войны» предположил, что военное руководство России сопротивляется идее перебросить соединения с других фронтов и пока в основном опирается на уже развёрнутые в Курской области подразделения и легкодоступные силы в тылу, укомплектованные призывниками и нерегулярными силами.
По оценке The Telegraph, наступление показало, что прорваться на российскую территорию легче, чем уничтожить российские укреппозиции на востоке Украины, но, несмотря на свой начальный импульс, продвижение Украины в Курской области, «вероятно, будет недолгим»[уточнить]. Генерал австралийской армии в отставке Мик Райан полагает, что операция ВСУ в Курской области к концу августа достигла предела развития успеха. По его мнению, наиболее вероятным вариантом событий является оборона части территории Курской области, взятой под контроль украинской армией. По мнению Conflict Intelligence Team, позиционные бои в Курской области могут смениться новой попыткой крупного наступления российской армии. Несмотря на несколько попыток крупных наступлений ВС РФ в Курской области, которые привели к отвоеванию приблизительно половины взятой под контроль ВСУ территории, по состоянию на декабрь 2024 года украинская оборона показывает устойчивость, что объясняется участием сильных подразделений со стороны ВСУ.
The Economist отмечал, что операция в Курской области улучшила важный нематериальный показатель — моральный дух, который позволял Украине бороться, несмотря на ограниченные ресурсы. Военнослужащие, которые общались с журналистами, были замотивированы и готовы присоединиться к наступлению, несмотря на гибель товарищей. По мнению Джека Уотлинга, несмотря на тактические успехи ВСУ в Курской области, ВС РФ, которые могут одновременно сражаться как в Курской, так и в Донецкой областях, рано или поздно укрепятся. The Insider отметил следующие факторы, из-за которых стало возможным успешное курское наступление ВСУ. Это внезапность для российских войск; ввод на территорию России подготовленных подразделений, которые усилили ударными беспилотниками; освоение западных бомб украинской авиацией.
12 августа главнокомандующий ВСУ Александр Сырский заявил о контроле над территорией Российской Федерации площадью около 1000 км². Российское руководство подтвердило контроль ВСУ над 28 населёнными пунктами Курской области.
16 августа Русская служба Би-би-си отмечала, что после начала Курской операции ВСУ на большинстве других участков фронта фиксировалось снижение интенсивности боестолкновений приблизительно на 15—17 %. Майкл Кофман и Роб Ли считают, что украинская армия своей операцией вывела войну из состояния истощения. При этом констатируется шаткое положение ВСУ, из-за чего при худшем для Украины сценарии им придётся оставить как Курскую, так и важные города Донецкой областей.
По оценкам Financial Times, Украина возлагала надежды на переброску ВС РФ ресурсов из Донецкой области в Курскую, но вместо этого ВС РФ захватили несколько городов и приблизились к Покровску. Ряд украинских военнослужащих считает продвижение ВС РФ в Донецкой области платой за вторжение в Курскую область.
Издание «Важные истории» отмечает, что к началу октября 2024 года вторжение ВСУ в Курскую область зашло в тупик. Несмотря на то, что операция привела к пропагандистскому эффекту, основная военная цель — вынуждение России к переброске войск с Донецкого направления — достигнута не была.
По мнению обозревателя Forbes Дэвида Акса, использование для вторжения в Курскую область последних хорошо укомплектованных подразделений лишило поддержки оборону ВСУ на востоке и юге страны, в результате чего было утрачено несколько важных городов, включая Угледар.
Военный эксперт из Black Bird Group (Финляндия) Паси Паройнен считает, что после начала вторжения ВСУ в Курскую область продвижение ВС РФ в Донбассе достигло темпов, которые не наблюдались с 2022 года — российские войска заняли около 270 квадратных миль, что в три раза превышает показатели в июне и июле 2024 года.
По оценке The New York Times, несмотря на то, что вторжение в Курскую область подняло на Украине боевой дух, из-за переброски самых опытных военных в Курскую область из Донбасса боевые ресурсы Украины были истощены ещё сильнее.
По оценке Франца-Стефана Гади, военного аналитика из Австрии, по ситуации на конец октября 2024 года ВС РФ не ведут масштабных наступательных действий, которые могут вытеснить ВСУ из Курской области. Боевые действия российских войск, по мнению аналитика, являются предварительным этапом, направленным на ослабление ВСУ с помощью ударов БПЛА и артиллерии, а также на выявление уязвимых мест украинской обороны.
14 декабря президент Украины Владимир Зеленский заявил, что российские военные задействовали северокорейских солдат в пехотных атаках в Курской области. Зеленский заявил, что российские военные включают «значительное количество» северокорейских солдат в российские подразделения, действующие в Курской области, и что северокорейские солдаты уже понесли «заметные» потери.
По оценке ISW, во время «Прямой линии» от 19 декабря Путин продолжал оправдывать своё решение отдать приоритет российским наступательным операциям в Донецкой области, а не изгнанию украинских войск из Курской области. Путин заявил, что он не сомневается в том, что российские войска вытеснят украинские войска из Курской области, и пообещал восстановить все населённые пункты под контролем России, но отказался назвать точные сроки завершения российской операции по возвращению оставшейся части Курской области. Заявление Путина о желании избежать увеличения потерь живой силы в Курской области, вероятно, направлено на оправдание запоздалых усилий России по возвращению Курской области в глазах российской общественности.
5 февраля 2025 президент России Владимир Путин во время встречи с исполняющим обязанности губернатора Курской области Александром Хинштейном подчеркнул тот факт, что украинское вторжение с 6 августа 2024 года сковало российские войска численностью около общевойсковой армии в Курской области. Заявление Путина подчёркивает тот факт, что украинское вторжение сковало подразделения элитных формирований (155-я и 810-я бригады морской пехоты, 106-я и 76-я дивизии ВДВ) в Курской области на последние шесть месяцев, лишив Россию возможности передислоцировать эти силы в более приоритетные районы линии фронта в Донецкой области. ISW недавно отметила, что российское военное командование собрало около 78 000 военнослужащих, включая 11 000 северокорейцев и элементы большинства элитных формирований ВДВ и морской пехоты России, чтобы вытеснить украинские силы из Курской области.
По оценке ISW на начало апреля 2025 года, происходили постепенные, но последовательные российские успехи и атаки вдоль линии Владимировка-Журавка-Новенькое (к северу-северо-востоку от города Сумы) на севере Сумской области и продолжающиеся российские усилия по вытеснению украинских войск с оставшихся позиций к югу от Суджи на юге Курской области с начала марта 2025 года. Российские войска быстро продвинулись в Курской области в начале марта 2025 года, когда Соединённые Штаты временно приостановили обмен разведданными с Украиной, но российские успехи замедлились, поскольку украинские войска отступили в Суджу и позже возобновили использование дальнобойных ударных систем HIMARS. Российские войска вытеснили украинские войска из Суджи в середине марта 2025 года, но продолжили атаковать оставшиеся украинские позиции в Курской области, а также начали атаки на север Сумской области в течение последнего месяца.